# Senecioninae
Senecioninae Dumort., 1827 è una sottotribù di piante angiosperme dicotiledoni della tribù Senecioneae (famiglia Asteraceae - sottofamiglia Asteroideae).

## Etimologia
Il nome della sottotribù deriva dal genere Senecio che a sua volta deriva dal latino senex il cui significato è “vecchio uomo” e deriva dal ciuffo di peli bianchi (pappo) che sormonta gli acheni, che ricorda la chioma di un vecchio. La prima volta questo nome appare in uno scritto di Plinio.
"Senecioninae", come nome scientifico botanico, è stato definito per la prima volta dal botanico, naturalista e politico belga Barthélemy Charles Joseph Dumortier (Tournai, 3 aprile 1797 – 9 giugno 1878) nella pubblicazione "Florula belgica, opera majoris prodromus. - 65" del 1827.

## Descrizione

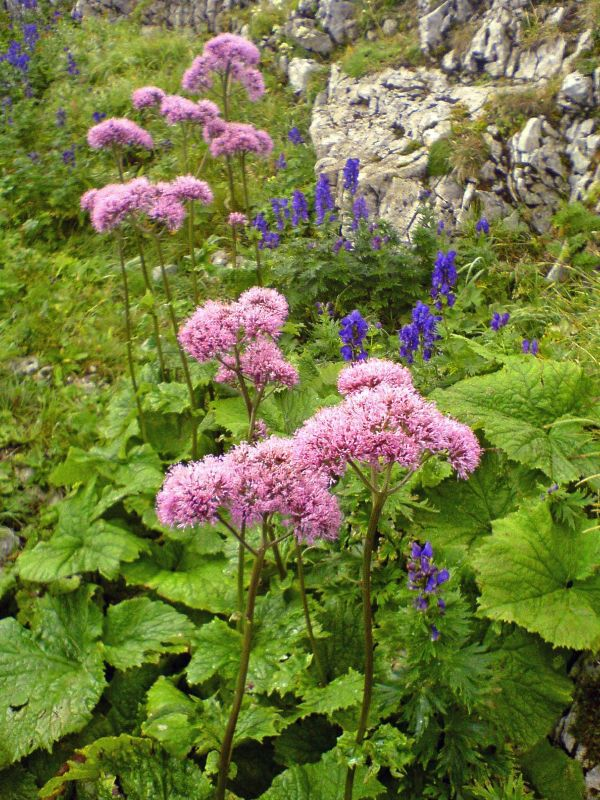
Il portamento
Adenostyles alliariae

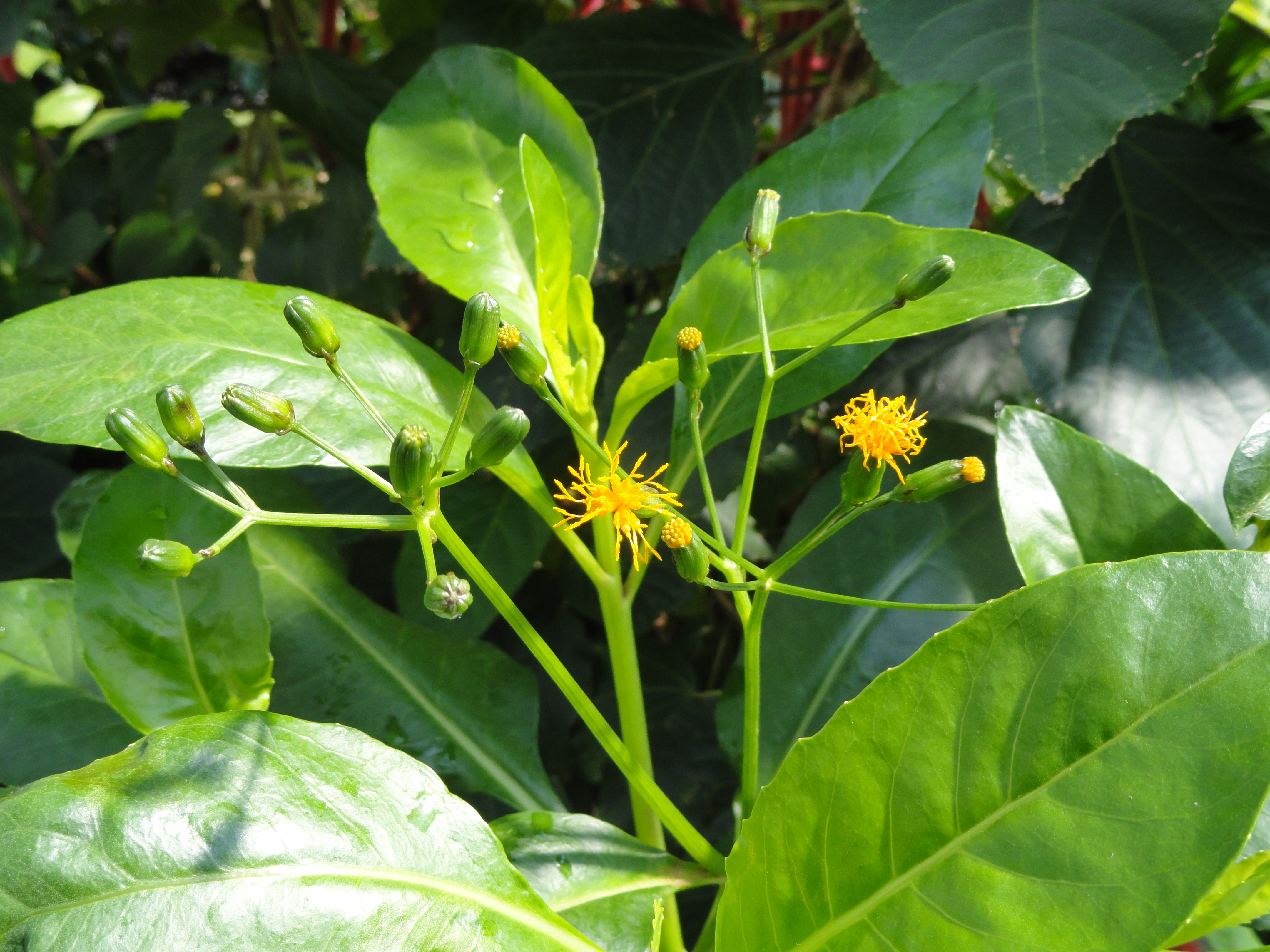
Le foglie
Gynura sechellensis

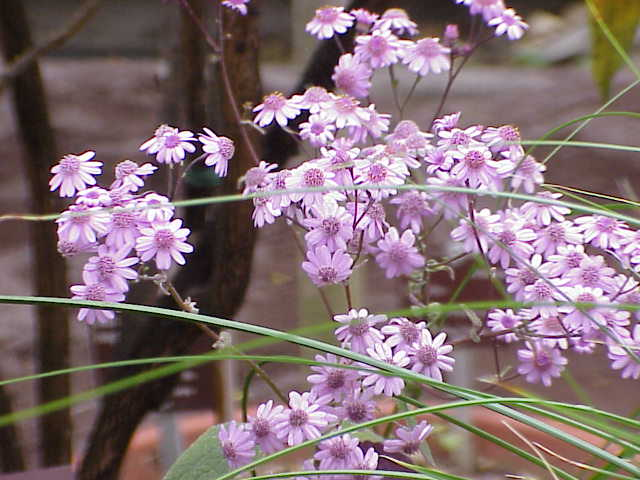
Infiorescenza
Pericallis cruenta

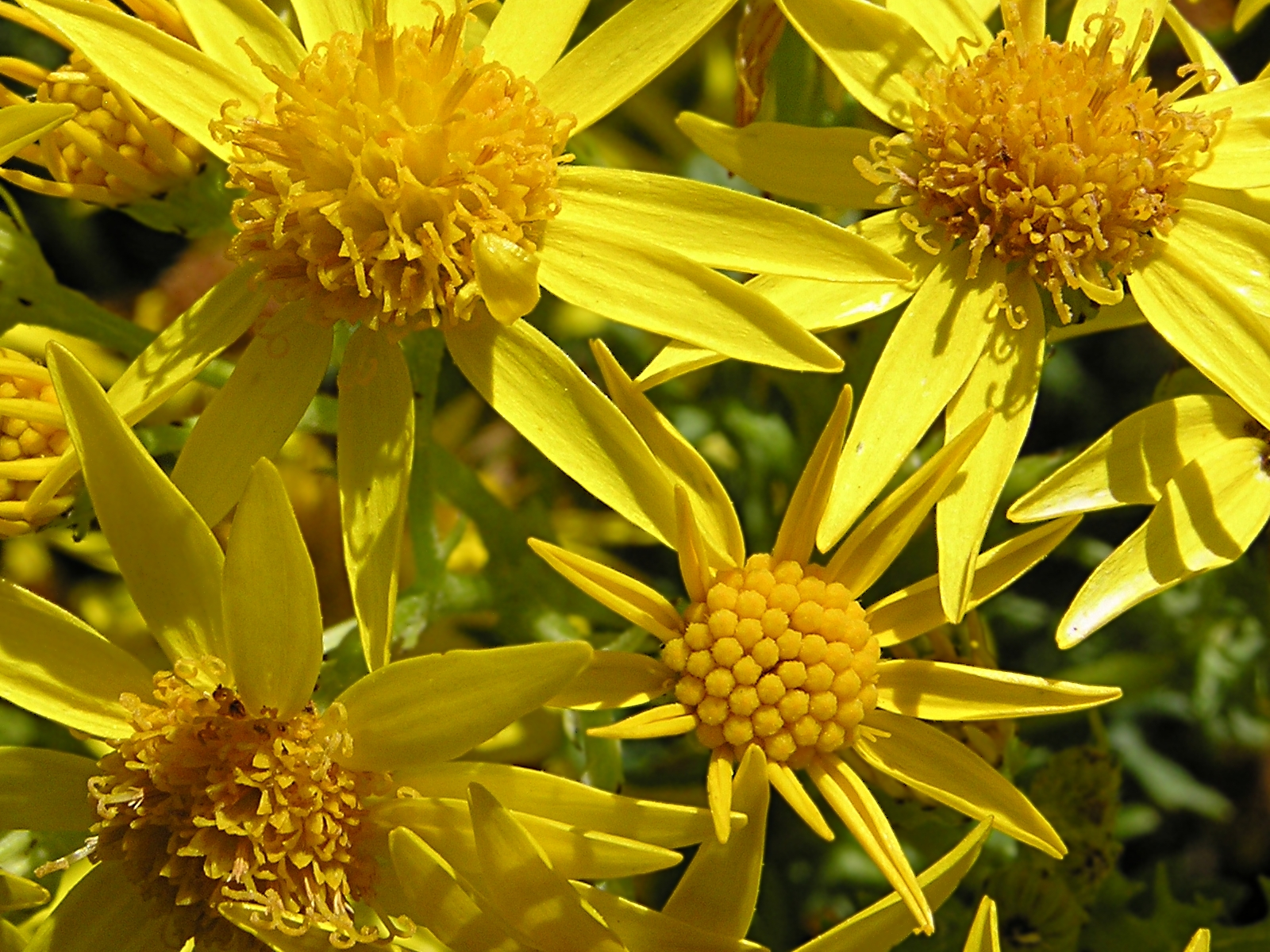
I fiori
Jacobaea vulgaris

Habitus. Le specie di questa sottotribù hanno un habitus vario: erbaceo (annuale o perenne), subarbustivo, arbustivo (eretto o strisciante), alberoso, ma anche epifita o suffruticoso (Dendrophorbium) oppure rampicante (Gynura) oppure lianoso (Nesampelos). Possono essere sia glabre che pubescenti per peli semplici; alcune specie hanno delle radici fibrose (Emilia), altre rizomi striscianti (Packera) oppure legnosi (Synotis); altre specie sono succulente (Kleinia); altre formano dei cuscinetti erbosi (Werneria); altre ancora sono densamente tomentose (Culcitium) oppure fortemente resinose (Elekmania). Sono presenti anche alberi con steli sproporzionatamente grossi per la loro lunghezza (Dendrosenecio).
Foglie. Le foglie sono sia basali che cauline. Sul caule sono disposte in modo alternato (in alcune specie sono raccolte alla fine dei rami come nel genere Dendrosenecio, oppure in altri casi si racchiudono a spirale), oppure sono alternate (Iranecio). Sono picciolate o sessili (quelle superiori); raramente sono peltate o amplessicauli. La forma della lamina è varia: intera da oblunga a ellittico-ovata, oppure lobata o variamente sezionata, oppure lineare-lanceolata, oppure cordata. I margini sono spesso dentati o seghettati. La consistenza della foglia spesso è coriacea. In alcune specie le foglie superiori sono ridotte a delle scaglie. La superficie è glabra oppure tomentosa; in alcune specie le venature sono palmate, in altre sono pennate.
Infiorescenza. Le sinflorescenze sono composte da pochi o molti capolini di tipo radiato, disciforme o discoide, raggruppati in panicoli corimbosi, sia terminali che laterali o ascellari. Sono presenti anche infiorescenze di tipo scaposo con un solo capolino. I capolini sono formati da un involucro da cilindrico a campanulato (o anche emisferico), composto da diverse brattee al cui interno un ricettacolo fa da base ai fiori di due tipi: quelli esterni del raggio e quelli più interni del disco. Alla base dell'involucro può essere presente (ma non sempre) un calice (esterno) formato da brattee fogliacee. Le brattee dell'involucro di solito sono disposte su una sola serie e in alcuni casi sono variamente connate; in altri casi sono pluriseriate (Culcitium). Il ricettacolo di solito è nudo (senza pagliette di protezione della base dei fiori) e a forma convessa; a volte è alveolato (Antillanthus).
Fiori. I fiori sono tetra-ciclici (formati cioè da 4 verticilli: calice – corolla – androceo – gineceo) e pentameri (calice e corolla formati da 5 elementi). Sono inoltre ermafroditi, più precisamente i fiori del raggio (quelli ligulati e zigomorfi) sono femminili; mentre quelli del disco centrale (tubulosi e actinomorfi) sono bisessuali (spesso sono sterili e funzionalmente maschili).
- Formula fiorale:

*/x K {\displaystyle \infty }, [C (5), A (5)], G 2 (infero), achenio
- Calice: i sepali del calice sono ridotti ad una coroncina di squame.
- Corolla: nella parte inferiore i petali della corolla sono saldati insieme e formano un tubo. In particolare la corolla del disco centrale (tubulosi) termina con delle fauci dilatate a raggiera con cinque lobi. La corolla dei fiori periferici (ligulati) il tubo si trasforma in un prolungamento nastriforme terminante più o meno con cinque dentelli. Le corolle di fiori del disco possono essere in alcuni casi a 4 lobi (Iranecio). In alcune specie (Antillanthus) nella corolla sono presenti dei canali resiniferi. I colori sono prevalentemente gialli.
- Androceo: L'androceo è formato da 5 stami con filamenti liberi e antere saldate in un manicotto circondante lo stilo.[12] La parte basale del collare dei filamenti può essere dilatata. Le antere sono da sagittate a provviste di coda oppure prive di coda; possono essere anche minutamente auricolate; a volte sono presenti delle appendici apicali che possono avere varie forme (principalmente lanceolate). L'endotecio delle antere può avere degli ispessimenti sia radiali che polari; a volte sono presenti delle piccole cellule più o meno isodiametriche (Ignurbia). Le antere inoltre sono tetrasporangiate (raramente sono bisporangiate); il tessuto endoteciale è radiale o polarizzato. Il polline è tricolporato (tipo "helianthoid").[13]
- Gineceo: il gineceo ha un ovario uniloculare infero formato da due carpelli.[12] Lo stilo è unico e con due stigmi nella parte apicale. Gli stigmi sono troncati o ottusi o arrotondati, ma anche lineari con appendici acuminate; possono avere un ciuffo di peli radicali o in posizione centrale; possono inoltre essere ricoperti da minute papille; altre volte i peli sono di tipo penicillato. Le superfici stigmatiche sono separate o parzialmente confluenti (Hubertia), oppure continue.

Frutti. I frutti sono degli acheni con pappo. La forma degli acheni è ellittico-oblunga oppure strettamente oblunga, oppure cilindrico-oblunga; la superficie è percorsa da 5-12 coste longitudinali e può essere glabra o talvolta pubescente; altre volte sono presenti delle ali o degli ispessimenti marginali. Non sempre il carpoforo è distinguibile. Il colore del frutto può essere nero o bruno. In alcuni casi gli acheni sono dimorfici (Bolandia). Il pappo è formato da numerose setole snelle, bianche o rosa o fulve; possono essere sia persistenti che caduche; possono inoltre essere connate alla base; a volte il pappo è assente.

## Biologia
Impollinazione: l'impollinazione avviene tramite insetti (impollinazione entomogama tramite farfalle diurne e notturne).

Riproduzione: la fecondazione avviene fondamentalmente tramite l'impollinazione dei fiori (vedi sopra).

Dispersione: i semi (gli acheni) cadendo a terra sono successivamente dispersi soprattutto da insetti tipo formiche (disseminazione mirmecoria). In questo tipo di piante avviene anche un altro tipo di dispersione: zoocoria. Infatti gli uncini delle brattee dell'involucro (se presenti) si agganciano ai peli degli animali di passaggio disperdendo così anche su lunghe distanze i semi della pianta. Inoltre per merito del pappo il vento può trasportare i semi anche a distanza di alcuni chilometri (disseminazione anemocora).

## Distribuzione e habitat
La distribuzione di questa sottotribù è cosmopolita con una leggera prevalenza dell'emisfero australe, soprattutto nell'America del Sud. Gli habitat sono i più vari.

## Tassonomia
La famiglia di appartenenza di questa voce (Asteraceae o Compositae, nomen conservandum) probabilmente originaria del Sud America, è la più numerosa del mondo vegetale, comprende oltre 23.000 specie distribuite su 1.535 generi, oppure 22.750 specie e 1.530 generi secondo altre fonti (una delle checklist più aggiornata elenca fino a 1.679 generi). La famiglia attualmente (2021) è divisa in 16 sottofamiglie; la sottofamiglia Asteroideae è una di queste e rappresenta l'evoluzione più recente di tutta la famiglia.

### Filogenesi
La sottotribù di questa voce appartiene alla tribù Senecioneae (una delle 21 tribù della sottofamiglia Asteroideae). In base ai dati filogenetici la sottotribù, all'interno della tribù, occupa una posizione più o meno centrale e insieme alla sottotribù Othoninnae forma un "gruppo fratello".
I bassi valori di supporto e le incongruenze tra i dati ricavati dall'analisi del DNA e altri dati di tipo morfologico indicano che la sottotribù non è ancora sufficientemente conosciuta. Per cui gli attuali alberi cladistici indicanti la posizione filogenetica dei vari generi sono da prendere con cauzione.
Visione sinottica dei vari raggruppamenti generici informali all'interno della sottotribù.
| Gruppo di generi                                                                                             | Distribuzione                                                        | Note |
| --- | -------------------------------------------------------------------- | --- |
| Dauresia - Cissampelopsis - Synotis - Mikaniopsis                                                            | Africa equatoriale, Sudafrica e Asia orientale                       | Da analisi preliminari il genere Dauresia, con 2 specie distribuite nella Namibia, risulta essere (con alcune riserve) una delle prime "linee evolutive" emerse della sottotribù e potrebbe essere correlato con i due generi asiatici Cissampelopsis e Synotis per la condivisione di caratteri sia macro- che micromorfologici. In particolare Cissampelopsis e Synotis formano un "gruppo fratello" (incluso probabilmente anche Mikaniopsis) chiamato anche "Synotoid Group" (quest'ultimo gruppo insieme al genere Senecio s.str. e altri generi forma un "gruppo fratello"), mentre il genere Dauresia potrebbe essere "basale" a tutta la sottotribù. "Synotoid Group" (formato da 11 generi) è caratterizzato dalle antere munite di coda con padiglioni auricolari basali sempre sterili.                                                         |
| Senecio (s.str.) - Senecio thapsoides - Arrhenechthites - Dendrocacalia - Erechtites - Crassocephalum        | Cosmopolita, ma soprattutto Africa meridionale e America meridionale | Questi generi, in posizione "basale", formano un “gruppo fratello” con un clade contenente i due generi asiatici Cissampelopsis e Synotis. Nel clade di questo gruppo, ben supportato da un punto di vista filogenetico, Arrhenechthites e Dendrocacalia formano un "gruppo fratello". A questo clade appartiene anche il gruppo "Senecio s.str." e, nidificato tra i generi Arrhenechthites e Dendrocacalia, la specie Senecio thapsoides che quindi dovrebbe essere esclusa da Senecio. |
| Austrosynotis - Dendrosenecio - Oresbia - Phaneroglossa                                                      | Africa centro-orientale e Sudafrica                                  | Questo gruppo di generi appartengono ad un clade, debolmente supportato, che dalle analisi filogenetiche risulta in una posizione relativamente basale (si è separato precocemente) nella sottotribù Senecioninae (altri dati indicherebbero una posizione più interna nella sottotribù). |
| Adenostyles - Caucasalia - Dolichorrhiza - Iranecio - Pojarkovia                                             | Europa e Asia occidentale                                            | Questo subclade eurasiatico, chiamato Adenostylinae (Robinson et al., 1997), è caratterizzato da corolle a 4 lobi ("Gruppo Quadridentato"). Da un punto di vista filogenetico questo gruppo nell'ambito della sottotribù Senecioninae occupa una posizione abbastanza centrale e con i gruppi "Curio group" e il "Gynuroid clade" formano un "gruppo fratello". A causa di questa profonda nidificazione all'interno della sottotribù il gruppo non può essere definito tassonomicamente in modo autonomo, inoltre in base agli ultimi dati raccolti è incongruente e andrebbe rivisto. |
| Baculellum - Delairea - Curio                                                                                | Africa meridionale e Brasile                                         | Questo gruppo di generi formano l'"Alleanza Curio" e alcune altre specie segregate dal genere polifiletico Senecio. L'alleanza (o Curio Group) comprende la maggior parte delle piante succulente africane e fa parte di un subclade, posizionato centralmente nell'ambito delle Senecioninae, formato dai generi Gynura, Solanecio, Kleinia e dal Senecio melastomifolius group. |
| Gynura - Kleinia - Solanecio                                                                                 | Dall'Africa (centrale) all'Asia (sud-orientale) e Australia          | Questi generi ("Gynuroid clade"), che formano un clade ben supportato, sono caratterizzati dalla presenza, al loro interno, di ossalto di calcio; in particolare sotto forma di cristalli drusiformi. |
| Bertilia - Bolandia - Stilpnogyne - Mesogramma                                                               | Sudafrica                                                            | Questo clade dalle analisi filogenetiche risulta ben supportato e si tratta di un endemismo del Sudafrica. La posizione del clade è interna al clade formato dai generi Cineraria, Emilia, Pericallis e Packera. In particolare con il genere Cineraria risulta formare un "gruppo fratello". |
| Cineraria - Emilia - Pericallis - Packera - Hainanecio                                                       | Africa, Nord America e Siberia                                       | In base alle ultime analisi filogenetiche molecolari i generi di questo gruppo formano un clade (non monofiletico). All'interno di questo clade, come "gruppo fratello" al genere Cineraria si trova un "subclade sudafricano" ben supportato formato dai generi Bertilia, Bolandia, Stilpnogyne e Mesogramma. Tutti questi generi sono più o meno di origine africana (a parte Packera). Il genere Hainanecio, pur avendo alcuni caratteri tipici della sottotribù Tussilagininae (ispessimenti della parete cellulare endoteciale polare e radiale e un numero cromosomico di base di x = 29), per merito di recenti dati molecolari, è posizionato all'interno della sottotribù Senecioninae e sembra avere una relazione con il genere macaronesiano Pericallis.                                                                                       |
| Bethencourtia - Jacobaea                                                                                     | Eurasia e America del Nord                                           | Questi due generi formano un "gruppo fratello" e si trovano, da un punto di vista filogenetico, in una posizione abbastanza centrale della sottotribù. Questo clade è inoltre collegato ad altri due gruppi del genere polifiletico Senecio: (1) "Senecio glaberrimus group" e (2) "Senecio pinifolius group". |
| Humbertacalia - Eriothrix - Faujasia - Hubertia - Parafaujasia - Faujasiopsis - Io                           | Madagascar, Mauritius e Réunion                                      | Questi generi formano il " Madagascan clade". Sono generi arbustivi caratterizzati da antere provviste di code. Il clade si trova vicino al "core" della sottotribù all'interno di una sequenza filogenetica politomica. |
| Pentacalia - Dresslerothamnus - Ortizacalia - Monticalia - Scrobicaria                                       | America centrale e meridionale                                       | Tutti questi generi, endemici del Nuovo Mondo, sono caratterizzati più o meno da un portamento lianoso o tipo vite. I generi Monticalia e Scrobicaria sono stati associati a questo gruppo con alcune riserve. |
| Misbrookea - Werneria                                                                                        | Bolivia e Perù                                                       | Questi due generi, da un punto di vista filogenetico, occupano una posizione abbastanza vicina al "core" della sottotribù (indica quindi una recente separazione). Il gener Xenophyllum, a volte associato a questo gruppo, è considerato un sinonimo di Werneria). Il clade è chiamato anche "Werneria group" i cui generi sono caratterizzati da un habitus a "cuscinetto" di alte quote delle Ande. Questo gruppo inoltre con un altro clade composto dai generi [[Ch aradranaetes]], Dorobaea, Garcibarrigoa, Jessea, Pseudogynoxys e Talamancalia forma un "gruppo fratello". Basale a questi due cladi si trova la specie Senecio arnaldii. La maggior parte di questi generi del Centro America sono stati segregati dal grande genere polifiletico Senecio                                                                                         |
| Charadranaetes - Dorobaea - Garcibarrigoa - Jessea - Pseudogynoxys - Talamancalia                            | Nuovo Mondo                                                          | Questo gruppo nell'ambito della sottotribù, da un punto di vista filogenetico, occupa una posizione abbastanza vicina al "core" della sottotribù (indica quindi una recente separazione). Questo è un clade abbastanza supportato e con un altro clade formato dai generi Misbrookea e Werneria forma un "gruppo fratello". Basale a questi due cladi si trova la specie Senecio arnaldii. La maggior parte di questi generi del Centro America sono stati segregati dal grande genere polifiletico Senecio. |
| Dendrophorbium - Graphistylis                                                                                | America del sud                                                      | Questo gruppo occupa, da un punto di vista filogenetico, una posizione vicina al "core" della sottotribù in quanto si è formato più recentemente rispetto al resto dei generi. I due generi insieme formano un "gruppo fratello", mentre in posizione "basale" si trova la specie Senecio otites. Tutto il clade è distribuito nell'America del sud. |
| Mattfeldia - Zemisia - Ekmaniopappus - Nesampelos - Herodotia - Elekmania - Ignurbia - Jacmaia - Odontocline | Indie occidentali                                                    | I generi Mattfeldia, Zemisia, Ekmaniopappus e Nesampelos formano un clade vicino al "core" della sottotribù, ossia la loro filogenesi è la più recente nell'ambito delle "Senecioninae". Questi generi hanno una comune origine nell'America centrale e in particolare nell'area delle Indie occidentali (a parte Zemisia con una distribuzione più ampia anche sul continente). Associati a questo gruppo sono altri due generi Herodotia e Elekmania originari dell'isola di Hispaniola e altri tre generi endemici della stessa area geografica Ignurbia, Jacmaia e Odontocline e il "Senecio stigophlebius Group". Associato a questo gruppo è un altro clade formato dai generi Leonis, Antillanthus, Lundinia e Oldfeltia, un endemismo cubano (la politomia di questo ramo del cladogramma è dovuto alla scarsità di dati attualmente in possesso). |
| Antillanthus - Leonis - Lundinia - Oldfeltia - Herreranthus - Shafera                                        | Cuba, Repubblica Domenicana e Haiti                                  | Questo gruppo è un endemismo delle Antille. Da un punto di vista filogenetico, nell'ambito della sottotribù, il clade occupa una posizione molto recente ed è alla base di una notevole diversità botanica in queste isole. |

Attualmente il genere Senecio con oltre 1 200 specie si presenta ampiamente parafiletico come si può vedere dalla tabella sottostante:
| Specie o gruppo                                   | Posizione nella sottotribù                                                                | Note |
| ------------------------------------------------- | ----------------------------------------------------------------------------------------- | --- |
| Senecio medley-woodii Hutch., 1923 group          | sottotribù Brachyglottidinae                                                              | Questa specie, insieme ad altre 4, recentemente è stata segregata nel nuovo genere Caputia B.Nord. & Pelser, 2012 con la denominazione di Caputia medley-woodii (Hutch.) B.Nord. & Pelser, 2012. |
| Senecio (s.str.)                                  | parte basale della sottotribù Senecioninae                                                | Raccoglie la maggior parte delle specie della sottotribù |
| Senecio thapsoides DC., 1838                      | parte basale della sottotribù Senecioninae                                                | (incluso in Senecio) |
| Senecio melastomifolius Baker, 1887 group         | “gruppo fratello” del Curio group (sottotribù Senecioninae)                               | (incluso in Senecio) |
| Senecio saxatilis Wall., 1831                     | zona centrale della sottotribù Senecioninae                                               | attualmente è considerato sinonimo di Senecio wightii (DC.) Benth. ex C.B.Clarke, 1876 |
| Senecio glaberrimus DC., 1838 group               | “gruppo fratello” della sezione americana della sottotribù Senecioninae                   | Non appartiene al Senecio s.str. |
| Senecio pinifolius (L.) Spreng., 1826 group       | “gruppo fratello” della sezione americana della sottotribù Senecioninae                   | La posizione tassonomica di questa entità è da definire ("unplaced"). |
| Senecio arnaldii (Cabrera) B.Nord. & Pelser, 2009 | parte basale della sezione americana della sottotribù Senecioninae                        | (incluso in Senecio) |
| Senecio otites Kunze ex DC., 1838                 | “gruppo fratello” della sezione caraibica della sottotribù Senecioninae                   | (incluso in Senecio) |
| Senecio stigophlebius Baker, 1884 group           | “gruppo fratello” parte più recente della sezione americana della sottotribù Senecioninae | (incluso in Senecio) |

Con i prossimi studi sarà quindi necessario rimuovere diversi nuclei all'interno del genere Senecio al fine di ottenerne la monofilia.
Il cladogramma, tratto dalle pubblicazioni citate e semplificato, dimostra la posizione filogenetica della maggior parte dei generi della sottotribù.
|  | Cissampelopsis - Synotis - Mikaniopsis                                                              |
|  | |
|  | Senecio s.str. - Senecio thapsoides - Arrhenechthites - Dendrocacalia - Erechtites - Crassocephalum |
|  | |

|  | Senecio melastomifolius group |
|  | |
|  | \| \| "Alleanza Curio" (Baculellum - Delairea - Curio) \| \| \| \| \| \| "Gynuroid clade" (Gynura - Kleinia - Solanecio) \| \| \| \| |
|  | |
|  | "Alleanza Curio" (Baculellum - Delairea - Curio)                                                                                     |
|  | |
|  | "Gynuroid clade" (Gynura - Kleinia - Solanecio)                                                                                      |
|  | |

|  | "Alleanza Curio" (Baculellum - Delairea - Curio) |
|  |                                                  |
|  | "Gynuroid clade" (Gynura - Kleinia - Solanecio)  |
|  |                                                  |

|  | Senecio melastomifolius group |
|  | |
|  | \| \| "Alleanza Curio" (Baculellum - Delairea - Curio) \| \| \| \| \| \| "Gynuroid clade" (Gynura - Kleinia - Solanecio) \| \| \| \| |
|  | |
|  | "Alleanza Curio" (Baculellum - Delairea - Curio)                                                                                     |
|  | |
|  | "Gynuroid clade" (Gynura - Kleinia - Solanecio)                                                                                      |
|  | |

|  | "Alleanza Curio" (Baculellum - Delairea - Curio) |
|  |                                                  |
|  | "Gynuroid clade" (Gynura - Kleinia - Solanecio)  |
|  |                                                  |

|  | \| \| Cineraria \| \| \| \| \| \| Bertilia - Bolandia - Stilpnogyne - Mesogramma \| \| \| \| |
|  |                                                                                              |
|  | Emilia - Pericallis - Packera                                                                |
|  |                                                                                              |
|  | Cineraria                                                                                    |
|  |                                                                                              |
|  | Bertilia - Bolandia - Stilpnogyne - Mesogramma                                               |
|  |                                                                                              |

|  | Cineraria                                      |
|  |                                                |
|  | Bertilia - Bolandia - Stilpnogyne - Mesogramma |
|  |                                                |

|  | Senecio pinifolius group                                   |
|  |                                                            |
|  | \| \| Bethencourtia \| \| \| \| \| \| Jacobaea \| \| \| \| |
|  |                                                            |
|  | Bethencourtia                                              |
|  |                                                            |
|  | Jacobaea                                                   |
|  |                                                            |

|  | Bethencourtia |
|  |               |
|  | Jacobaea      |
|  |               |

|  | Senecio pinifolius group                                   |
|  |                                                            |
|  | \| \| Bethencourtia \| \| \| \| \| \| Jacobaea \| \| \| \| |
|  |                                                            |
|  | Bethencourtia                                              |
|  |                                                            |
|  | Jacobaea                                                   |
|  |                                                            |

|  | Bethencourtia |
|  |               |
|  | Jacobaea      |
|  |               |

|  | Senecio arnaldii |
|  | |
|  | \| \| "Werneria group" (Misbrookea - Werneria) \| \| \| \| \| \| Charadranaetes - Dorobaea - Garcibarrigoa - Jessea - Pseudogynoxys - Talamancalia \| \| \| \| |
|  | |
|  | "Werneria group" (Misbrookea - Werneria) |
|  | |
|  | Charadranaetes - Dorobaea - Garcibarrigoa - Jessea - Pseudogynoxys - Talamancalia                                                                              |
|  | |

|  | "Werneria group" (Misbrookea - Werneria)                                          |
|  |                                                                                   |
|  | Charadranaetes - Dorobaea - Garcibarrigoa - Jessea - Pseudogynoxys - Talamancalia |
|  |                                                                                   |

|  | Senecio otites                |
|  |                               |
|  | Dendrophorbium - Graphistylis |
|  |                               |

|  | "Indie occidentali" (Herodotia - Mattfeldia - Zemisia - Ekmaniopappus - Nesampelos - Elekmania - Ignurbia - Jacmaia - Odontocline) |
|  | |
|  | Antillanthus - Leonis - Lundinia - Oldfeltia - Herreranthus - Shafera                                                              |
|  | |
|  | Senecio stigophlebius |
|  | |

|  | Senecio otites                |
|  |                               |
|  | Dendrophorbium - Graphistylis |
|  |                               |

|  | "Indie occidentali" (Herodotia - Mattfeldia - Zemisia - Ekmaniopappus - Nesampelos - Elekmania - Ignurbia - Jacmaia - Odontocline) |
|  | |
|  | Antillanthus - Leonis - Lundinia - Oldfeltia - Herreranthus - Shafera                                                              |
|  | |
|  | Senecio stigophlebius |
|  | |

|  | Senecio arnaldii |
|  | |
|  | \| \| "Werneria group" (Misbrookea - Werneria) \| \| \| \| \| \| Charadranaetes - Dorobaea - Garcibarrigoa - Jessea - Pseudogynoxys - Talamancalia \| \| \| \| |
|  | |
|  | "Werneria group" (Misbrookea - Werneria) |
|  | |
|  | Charadranaetes - Dorobaea - Garcibarrigoa - Jessea - Pseudogynoxys - Talamancalia                                                                              |
|  | |

|  | "Werneria group" (Misbrookea - Werneria)                                          |
|  |                                                                                   |
|  | Charadranaetes - Dorobaea - Garcibarrigoa - Jessea - Pseudogynoxys - Talamancalia |
|  |                                                                                   |

|  | Senecio otites                |
|  |                               |
|  | Dendrophorbium - Graphistylis |
|  |                               |

|  | "Indie occidentali" (Herodotia - Mattfeldia - Zemisia - Ekmaniopappus - Nesampelos - Elekmania - Ignurbia - Jacmaia - Odontocline) |
|  | |
|  | Antillanthus - Leonis - Lundinia - Oldfeltia - Herreranthus - Shafera                                                              |
|  | |
|  | Senecio stigophlebius |
|  | |

|  | Senecio otites                |
|  |                               |
|  | Dendrophorbium - Graphistylis |
|  |                               |

|  | "Indie occidentali" (Herodotia - Mattfeldia - Zemisia - Ekmaniopappus - Nesampelos - Elekmania - Ignurbia - Jacmaia - Odontocline) |
|  | |
|  | Antillanthus - Leonis - Lundinia - Oldfeltia - Herreranthus - Shafera                                                              |
|  | |
|  | Senecio stigophlebius |
|  | |

|  | Senecio pinifolius group                                   |
|  |                                                            |
|  | \| \| Bethencourtia \| \| \| \| \| \| Jacobaea \| \| \| \| |
|  |                                                            |
|  | Bethencourtia                                              |
|  |                                                            |
|  | Jacobaea                                                   |
|  |                                                            |

|  | Bethencourtia |
|  |               |
|  | Jacobaea      |
|  |               |

|  | Senecio pinifolius group                                   |
|  |                                                            |
|  | \| \| Bethencourtia \| \| \| \| \| \| Jacobaea \| \| \| \| |
|  |                                                            |
|  | Bethencourtia                                              |
|  |                                                            |
|  | Jacobaea                                                   |
|  |                                                            |

|  | Bethencourtia |
|  |               |
|  | Jacobaea      |
|  |               |

|  | Senecio arnaldii |
|  | |
|  | \| \| "Werneria group" (Misbrookea - Werneria) \| \| \| \| \| \| Charadranaetes - Dorobaea - Garcibarrigoa - Jessea - Pseudogynoxys - Talamancalia \| \| \| \| |
|  | |
|  | "Werneria group" (Misbrookea - Werneria) |
|  | |
|  | Charadranaetes - Dorobaea - Garcibarrigoa - Jessea - Pseudogynoxys - Talamancalia                                                                              |
|  | |

|  | "Werneria group" (Misbrookea - Werneria)                                          |
|  |                                                                                   |
|  | Charadranaetes - Dorobaea - Garcibarrigoa - Jessea - Pseudogynoxys - Talamancalia |
|  |                                                                                   |

|  | Senecio otites                |
|  |                               |
|  | Dendrophorbium - Graphistylis |
|  |                               |

|  | "Indie occidentali" (Herodotia - Mattfeldia - Zemisia - Ekmaniopappus - Nesampelos - Elekmania - Ignurbia - Jacmaia - Odontocline) |
|  | |
|  | Antillanthus - Leonis - Lundinia - Oldfeltia - Herreranthus - Shafera                                                              |
|  | |
|  | Senecio stigophlebius |
|  | |

|  | Senecio otites                |
|  |                               |
|  | Dendrophorbium - Graphistylis |
|  |                               |

|  | "Indie occidentali" (Herodotia - Mattfeldia - Zemisia - Ekmaniopappus - Nesampelos - Elekmania - Ignurbia - Jacmaia - Odontocline) |
|  | |
|  | Antillanthus - Leonis - Lundinia - Oldfeltia - Herreranthus - Shafera                                                              |
|  | |
|  | Senecio stigophlebius |
|  | |

|  | Senecio arnaldii |
|  | |
|  | \| \| "Werneria group" (Misbrookea - Werneria) \| \| \| \| \| \| Charadranaetes - Dorobaea - Garcibarrigoa - Jessea - Pseudogynoxys - Talamancalia \| \| \| \| |
|  | |
|  | "Werneria group" (Misbrookea - Werneria) |
|  | |
|  | Charadranaetes - Dorobaea - Garcibarrigoa - Jessea - Pseudogynoxys - Talamancalia                                                                              |
|  | |

|  | "Werneria group" (Misbrookea - Werneria)                                          |
|  |                                                                                   |
|  | Charadranaetes - Dorobaea - Garcibarrigoa - Jessea - Pseudogynoxys - Talamancalia |
|  |                                                                                   |

|  | Senecio otites                |
|  |                               |
|  | Dendrophorbium - Graphistylis |
|  |                               |

|  | "Indie occidentali" (Herodotia - Mattfeldia - Zemisia - Ekmaniopappus - Nesampelos - Elekmania - Ignurbia - Jacmaia - Odontocline) |
|  | |
|  | Antillanthus - Leonis - Lundinia - Oldfeltia - Herreranthus - Shafera                                                              |
|  | |
|  | Senecio stigophlebius |
|  | |

|  | Senecio otites                |
|  |                               |
|  | Dendrophorbium - Graphistylis |
|  |                               |

|  | "Indie occidentali" (Herodotia - Mattfeldia - Zemisia - Ekmaniopappus - Nesampelos - Elekmania - Ignurbia - Jacmaia - Odontocline) |
|  | |
|  | Antillanthus - Leonis - Lundinia - Oldfeltia - Herreranthus - Shafera                                                              |
|  | |
|  | Senecio stigophlebius |
|  | |

|  | \| \| Cineraria \| \| \| \| \| \| Bertilia - Bolandia - Stilpnogyne - Mesogramma \| \| \| \| |
|  |                                                                                              |
|  | Emilia - Pericallis - Packera                                                                |
|  |                                                                                              |
|  | Cineraria                                                                                    |
|  |                                                                                              |
|  | Bertilia - Bolandia - Stilpnogyne - Mesogramma                                               |
|  |                                                                                              |

|  | Cineraria                                      |
|  |                                                |
|  | Bertilia - Bolandia - Stilpnogyne - Mesogramma |
|  |                                                |

|  | Senecio pinifolius group                                   |
|  |                                                            |
|  | \| \| Bethencourtia \| \| \| \| \| \| Jacobaea \| \| \| \| |
|  |                                                            |
|  | Bethencourtia                                              |
|  |                                                            |
|  | Jacobaea                                                   |
|  |                                                            |

|  | Bethencourtia |
|  |               |
|  | Jacobaea      |
|  |               |

|  | Senecio pinifolius group                                   |
|  |                                                            |
|  | \| \| Bethencourtia \| \| \| \| \| \| Jacobaea \| \| \| \| |
|  |                                                            |
|  | Bethencourtia                                              |
|  |                                                            |
|  | Jacobaea                                                   |
|  |                                                            |

|  | Bethencourtia |
|  |               |
|  | Jacobaea      |
|  |               |

|  | Senecio arnaldii |
|  | |
|  | \| \| "Werneria group" (Misbrookea - Werneria) \| \| \| \| \| \| Charadranaetes - Dorobaea - Garcibarrigoa - Jessea - Pseudogynoxys - Talamancalia \| \| \| \| |
|  | |
|  | "Werneria group" (Misbrookea - Werneria) |
|  | |
|  | Charadranaetes - Dorobaea - Garcibarrigoa - Jessea - Pseudogynoxys - Talamancalia                                                                              |
|  | |

|  | "Werneria group" (Misbrookea - Werneria)                                          |
|  |                                                                                   |
|  | Charadranaetes - Dorobaea - Garcibarrigoa - Jessea - Pseudogynoxys - Talamancalia |
|  |                                                                                   |

|  | Senecio otites                |
|  |                               |
|  | Dendrophorbium - Graphistylis |
|  |                               |

|  | "Indie occidentali" (Herodotia - Mattfeldia - Zemisia - Ekmaniopappus - Nesampelos - Elekmania - Ignurbia - Jacmaia - Odontocline) |
|  | |
|  | Antillanthus - Leonis - Lundinia - Oldfeltia - Herreranthus - Shafera                                                              |
|  | |
|  | Senecio stigophlebius |
|  | |

|  | Senecio otites                |
|  |                               |
|  | Dendrophorbium - Graphistylis |
|  |                               |

|  | "Indie occidentali" (Herodotia - Mattfeldia - Zemisia - Ekmaniopappus - Nesampelos - Elekmania - Ignurbia - Jacmaia - Odontocline) |
|  | |
|  | Antillanthus - Leonis - Lundinia - Oldfeltia - Herreranthus - Shafera                                                              |
|  | |
|  | Senecio stigophlebius |
|  | |

|  | Senecio arnaldii |
|  | |
|  | \| \| "Werneria group" (Misbrookea - Werneria) \| \| \| \| \| \| Charadranaetes - Dorobaea - Garcibarrigoa - Jessea - Pseudogynoxys - Talamancalia \| \| \| \| |
|  | |
|  | "Werneria group" (Misbrookea - Werneria) |
|  | |
|  | Charadranaetes - Dorobaea - Garcibarrigoa - Jessea - Pseudogynoxys - Talamancalia                                                                              |
|  | |

|  | "Werneria group" (Misbrookea - Werneria)                                          |
|  |                                                                                   |
|  | Charadranaetes - Dorobaea - Garcibarrigoa - Jessea - Pseudogynoxys - Talamancalia |
|  |                                                                                   |

|  | Senecio otites                |
|  |                               |
|  | Dendrophorbium - Graphistylis |
|  |                               |

|  | "Indie occidentali" (Herodotia - Mattfeldia - Zemisia - Ekmaniopappus - Nesampelos - Elekmania - Ignurbia - Jacmaia - Odontocline) |
|  | |
|  | Antillanthus - Leonis - Lundinia - Oldfeltia - Herreranthus - Shafera                                                              |
|  | |
|  | Senecio stigophlebius |
|  | |

|  | Senecio otites                |
|  |                               |
|  | Dendrophorbium - Graphistylis |
|  |                               |

|  | "Indie occidentali" (Herodotia - Mattfeldia - Zemisia - Ekmaniopappus - Nesampelos - Elekmania - Ignurbia - Jacmaia - Odontocline) |
|  | |
|  | Antillanthus - Leonis - Lundinia - Oldfeltia - Herreranthus - Shafera                                                              |
|  | |
|  | Senecio stigophlebius |
|  | |

|  | Senecio pinifolius group                                   |
|  |                                                            |
|  | \| \| Bethencourtia \| \| \| \| \| \| Jacobaea \| \| \| \| |
|  |                                                            |
|  | Bethencourtia                                              |
|  |                                                            |
|  | Jacobaea                                                   |
|  |                                                            |

|  | Bethencourtia |
|  |               |
|  | Jacobaea      |
|  |               |

|  | Senecio pinifolius group                                   |
|  |                                                            |
|  | \| \| Bethencourtia \| \| \| \| \| \| Jacobaea \| \| \| \| |
|  |                                                            |
|  | Bethencourtia                                              |
|  |                                                            |
|  | Jacobaea                                                   |
|  |                                                            |

|  | Bethencourtia |
|  |               |
|  | Jacobaea      |
|  |               |

|  | Senecio arnaldii |
|  | |
|  | \| \| "Werneria group" (Misbrookea - Werneria) \| \| \| \| \| \| Charadranaetes - Dorobaea - Garcibarrigoa - Jessea - Pseudogynoxys - Talamancalia \| \| \| \| |
|  | |
|  | "Werneria group" (Misbrookea - Werneria) |
|  | |
|  | Charadranaetes - Dorobaea - Garcibarrigoa - Jessea - Pseudogynoxys - Talamancalia                                                                              |
|  | |

|  | "Werneria group" (Misbrookea - Werneria)                                          |
|  |                                                                                   |
|  | Charadranaetes - Dorobaea - Garcibarrigoa - Jessea - Pseudogynoxys - Talamancalia |
|  |                                                                                   |

|  | Senecio otites                |
|  |                               |
|  | Dendrophorbium - Graphistylis |
|  |                               |

|  | "Indie occidentali" (Herodotia - Mattfeldia - Zemisia - Ekmaniopappus - Nesampelos - Elekmania - Ignurbia - Jacmaia - Odontocline) |
|  | |
|  | Antillanthus - Leonis - Lundinia - Oldfeltia - Herreranthus - Shafera                                                              |
|  | |
|  | Senecio stigophlebius |
|  | |

|  | Senecio otites                |
|  |                               |
|  | Dendrophorbium - Graphistylis |
|  |                               |

|  | "Indie occidentali" (Herodotia - Mattfeldia - Zemisia - Ekmaniopappus - Nesampelos - Elekmania - Ignurbia - Jacmaia - Odontocline) |
|  | |
|  | Antillanthus - Leonis - Lundinia - Oldfeltia - Herreranthus - Shafera                                                              |
|  | |
|  | Senecio stigophlebius |
|  | |

|  | Senecio arnaldii |
|  | |
|  | \| \| "Werneria group" (Misbrookea - Werneria) \| \| \| \| \| \| Charadranaetes - Dorobaea - Garcibarrigoa - Jessea - Pseudogynoxys - Talamancalia \| \| \| \| |
|  | |
|  | "Werneria group" (Misbrookea - Werneria) |
|  | |
|  | Charadranaetes - Dorobaea - Garcibarrigoa - Jessea - Pseudogynoxys - Talamancalia                                                                              |
|  | |

|  | "Werneria group" (Misbrookea - Werneria)                                          |
|  |                                                                                   |
|  | Charadranaetes - Dorobaea - Garcibarrigoa - Jessea - Pseudogynoxys - Talamancalia |
|  |                                                                                   |

|  | Senecio otites                |
|  |                               |
|  | Dendrophorbium - Graphistylis |
|  |                               |

|  | "Indie occidentali" (Herodotia - Mattfeldia - Zemisia - Ekmaniopappus - Nesampelos - Elekmania - Ignurbia - Jacmaia - Odontocline) |
|  | |
|  | Antillanthus - Leonis - Lundinia - Oldfeltia - Herreranthus - Shafera                                                              |
|  | |
|  | Senecio stigophlebius |
|  | |

|  | Senecio otites                |
|  |                               |
|  | Dendrophorbium - Graphistylis |
|  |                               |

|  | "Indie occidentali" (Herodotia - Mattfeldia - Zemisia - Ekmaniopappus - Nesampelos - Elekmania - Ignurbia - Jacmaia - Odontocline) |
|  | |
|  | Antillanthus - Leonis - Lundinia - Oldfeltia - Herreranthus - Shafera                                                              |
|  | |
|  | Senecio stigophlebius |
|  | |

|  | Senecio melastomifolius group |
|  | |
|  | \| \| "Alleanza Curio" (Baculellum - Delairea - Curio) \| \| \| \| \| \| "Gynuroid clade" (Gynura - Kleinia - Solanecio) \| \| \| \| |
|  | |
|  | "Alleanza Curio" (Baculellum - Delairea - Curio)                                                                                     |
|  | |
|  | "Gynuroid clade" (Gynura - Kleinia - Solanecio)                                                                                      |
|  | |

|  | "Alleanza Curio" (Baculellum - Delairea - Curio) |
|  |                                                  |
|  | "Gynuroid clade" (Gynura - Kleinia - Solanecio)  |
|  |                                                  |

|  | Senecio melastomifolius group |
|  | |
|  | \| \| "Alleanza Curio" (Baculellum - Delairea - Curio) \| \| \| \| \| \| "Gynuroid clade" (Gynura - Kleinia - Solanecio) \| \| \| \| |
|  | |
|  | "Alleanza Curio" (Baculellum - Delairea - Curio)                                                                                     |
|  | |
|  | "Gynuroid clade" (Gynura - Kleinia - Solanecio)                                                                                      |
|  | |

|  | "Alleanza Curio" (Baculellum - Delairea - Curio) |
|  |                                                  |
|  | "Gynuroid clade" (Gynura - Kleinia - Solanecio)  |
|  |                                                  |

|  | \| \| Cineraria \| \| \| \| \| \| Bertilia - Bolandia - Stilpnogyne - Mesogramma \| \| \| \| |
|  |                                                                                              |
|  | Emilia - Pericallis - Packera                                                                |
|  |                                                                                              |
|  | Cineraria                                                                                    |
|  |                                                                                              |
|  | Bertilia - Bolandia - Stilpnogyne - Mesogramma                                               |
|  |                                                                                              |

|  | Cineraria                                      |
|  |                                                |
|  | Bertilia - Bolandia - Stilpnogyne - Mesogramma |
|  |                                                |

|  | Senecio pinifolius group                                   |
|  |                                                            |
|  | \| \| Bethencourtia \| \| \| \| \| \| Jacobaea \| \| \| \| |
|  |                                                            |
|  | Bethencourtia                                              |
|  |                                                            |
|  | Jacobaea                                                   |
|  |                                                            |

|  | Bethencourtia |
|  |               |
|  | Jacobaea      |
|  |               |

|  | Senecio pinifolius group                                   |
|  |                                                            |
|  | \| \| Bethencourtia \| \| \| \| \| \| Jacobaea \| \| \| \| |
|  |                                                            |
|  | Bethencourtia                                              |
|  |                                                            |
|  | Jacobaea                                                   |
|  |                                                            |

|  | Bethencourtia |
|  |               |
|  | Jacobaea      |
|  |               |

|  | Senecio arnaldii |
|  | |
|  | \| \| "Werneria group" (Misbrookea - Werneria) \| \| \| \| \| \| Charadranaetes - Dorobaea - Garcibarrigoa - Jessea - Pseudogynoxys - Talamancalia \| \| \| \| |
|  | |
|  | "Werneria group" (Misbrookea - Werneria) |
|  | |
|  | Charadranaetes - Dorobaea - Garcibarrigoa - Jessea - Pseudogynoxys - Talamancalia                                                                              |
|  | |

|  | "Werneria group" (Misbrookea - Werneria)                                          |
|  |                                                                                   |
|  | Charadranaetes - Dorobaea - Garcibarrigoa - Jessea - Pseudogynoxys - Talamancalia |
|  |                                                                                   |

|  | Senecio otites                |
|  |                               |
|  | Dendrophorbium - Graphistylis |
|  |                               |

|  | "Indie occidentali" (Herodotia - Mattfeldia - Zemisia - Ekmaniopappus - Nesampelos - Elekmania - Ignurbia - Jacmaia - Odontocline) |
|  | |
|  | Antillanthus - Leonis - Lundinia - Oldfeltia - Herreranthus - Shafera                                                              |
|  | |
|  | Senecio stigophlebius |
|  | |

|  | Senecio otites                |
|  |                               |
|  | Dendrophorbium - Graphistylis |
|  |                               |

|  | "Indie occidentali" (Herodotia - Mattfeldia - Zemisia - Ekmaniopappus - Nesampelos - Elekmania - Ignurbia - Jacmaia - Odontocline) |
|  | |
|  | Antillanthus - Leonis - Lundinia - Oldfeltia - Herreranthus - Shafera                                                              |
|  | |
|  | Senecio stigophlebius |
|  | |

|  | Senecio arnaldii |
|  | |
|  | \| \| "Werneria group" (Misbrookea - Werneria) \| \| \| \| \| \| Charadranaetes - Dorobaea - Garcibarrigoa - Jessea - Pseudogynoxys - Talamancalia \| \| \| \| |
|  | |
|  | "Werneria group" (Misbrookea - Werneria) |
|  | |
|  | Charadranaetes - Dorobaea - Garcibarrigoa - Jessea - Pseudogynoxys - Talamancalia                                                                              |
|  | |

|  | "Werneria group" (Misbrookea - Werneria)                                          |
|  |                                                                                   |
|  | Charadranaetes - Dorobaea - Garcibarrigoa - Jessea - Pseudogynoxys - Talamancalia |
|  |                                                                                   |

|  | Senecio otites                |
|  |                               |
|  | Dendrophorbium - Graphistylis |
|  |                               |

|  | "Indie occidentali" (Herodotia - Mattfeldia - Zemisia - Ekmaniopappus - Nesampelos - Elekmania - Ignurbia - Jacmaia - Odontocline) |
|  | |
|  | Antillanthus - Leonis - Lundinia - Oldfeltia - Herreranthus - Shafera                                                              |
|  | |
|  | Senecio stigophlebius |
|  | |

|  | Senecio otites                |
|  |                               |
|  | Dendrophorbium - Graphistylis |
|  |                               |

|  | "Indie occidentali" (Herodotia - Mattfeldia - Zemisia - Ekmaniopappus - Nesampelos - Elekmania - Ignurbia - Jacmaia - Odontocline) |
|  | |
|  | Antillanthus - Leonis - Lundinia - Oldfeltia - Herreranthus - Shafera                                                              |
|  | |
|  | Senecio stigophlebius |
|  | |

|  | Senecio pinifolius group                                   |
|  |                                                            |
|  | \| \| Bethencourtia \| \| \| \| \| \| Jacobaea \| \| \| \| |
|  |                                                            |
|  | Bethencourtia                                              |
|  |                                                            |
|  | Jacobaea                                                   |
|  |                                                            |

|  | Bethencourtia |
|  |               |
|  | Jacobaea      |
|  |               |

|  | Senecio pinifolius group                                   |
|  |                                                            |
|  | \| \| Bethencourtia \| \| \| \| \| \| Jacobaea \| \| \| \| |
|  |                                                            |
|  | Bethencourtia                                              |
|  |                                                            |
|  | Jacobaea                                                   |
|  |                                                            |

|  | Bethencourtia |
|  |               |
|  | Jacobaea      |
|  |               |

|  | Senecio arnaldii |
|  | |
|  | \| \| "Werneria group" (Misbrookea - Werneria) \| \| \| \| \| \| Charadranaetes - Dorobaea - Garcibarrigoa - Jessea - Pseudogynoxys - Talamancalia \| \| \| \| |
|  | |
|  | "Werneria group" (Misbrookea - Werneria) |
|  | |
|  | Charadranaetes - Dorobaea - Garcibarrigoa - Jessea - Pseudogynoxys - Talamancalia                                                                              |
|  | |

|  | "Werneria group" (Misbrookea - Werneria)                                          |
|  |                                                                                   |
|  | Charadranaetes - Dorobaea - Garcibarrigoa - Jessea - Pseudogynoxys - Talamancalia |
|  |                                                                                   |

|  | Senecio otites                |
|  |                               |
|  | Dendrophorbium - Graphistylis |
|  |                               |

|  | "Indie occidentali" (Herodotia - Mattfeldia - Zemisia - Ekmaniopappus - Nesampelos - Elekmania - Ignurbia - Jacmaia - Odontocline) |
|  | |
|  | Antillanthus - Leonis - Lundinia - Oldfeltia - Herreranthus - Shafera                                                              |
|  | |
|  | Senecio stigophlebius |
|  | |

|  | Senecio otites                |
|  |                               |
|  | Dendrophorbium - Graphistylis |
|  |                               |

|  | "Indie occidentali" (Herodotia - Mattfeldia - Zemisia - Ekmaniopappus - Nesampelos - Elekmania - Ignurbia - Jacmaia - Odontocline) |
|  | |
|  | Antillanthus - Leonis - Lundinia - Oldfeltia - Herreranthus - Shafera                                                              |
|  | |
|  | Senecio stigophlebius |
|  | |

|  | Senecio arnaldii |
|  | |
|  | \| \| "Werneria group" (Misbrookea - Werneria) \| \| \| \| \| \| Charadranaetes - Dorobaea - Garcibarrigoa - Jessea - Pseudogynoxys - Talamancalia \| \| \| \| |
|  | |
|  | "Werneria group" (Misbrookea - Werneria) |
|  | |
|  | Charadranaetes - Dorobaea - Garcibarrigoa - Jessea - Pseudogynoxys - Talamancalia                                                                              |
|  | |

|  | "Werneria group" (Misbrookea - Werneria)                                          |
|  |                                                                                   |
|  | Charadranaetes - Dorobaea - Garcibarrigoa - Jessea - Pseudogynoxys - Talamancalia |
|  |                                                                                   |

|  | Senecio otites                |
|  |                               |
|  | Dendrophorbium - Graphistylis |
|  |                               |

|  | "Indie occidentali" (Herodotia - Mattfeldia - Zemisia - Ekmaniopappus - Nesampelos - Elekmania - Ignurbia - Jacmaia - Odontocline) |
|  | |
|  | Antillanthus - Leonis - Lundinia - Oldfeltia - Herreranthus - Shafera                                                              |
|  | |
|  | Senecio stigophlebius |
|  | |

|  | Senecio otites                |
|  |                               |
|  | Dendrophorbium - Graphistylis |
|  |                               |

|  | "Indie occidentali" (Herodotia - Mattfeldia - Zemisia - Ekmaniopappus - Nesampelos - Elekmania - Ignurbia - Jacmaia - Odontocline) |
|  | |
|  | Antillanthus - Leonis - Lundinia - Oldfeltia - Herreranthus - Shafera                                                              |
|  | |
|  | Senecio stigophlebius |
|  | |

|  | \| \| Cineraria \| \| \| \| \| \| Bertilia - Bolandia - Stilpnogyne - Mesogramma \| \| \| \| |
|  |                                                                                              |
|  | Emilia - Pericallis - Packera                                                                |
|  |                                                                                              |
|  | Cineraria                                                                                    |
|  |                                                                                              |
|  | Bertilia - Bolandia - Stilpnogyne - Mesogramma                                               |
|  |                                                                                              |

|  | Cineraria                                      |
|  |                                                |
|  | Bertilia - Bolandia - Stilpnogyne - Mesogramma |
|  |                                                |

|  | Senecio pinifolius group                                   |
|  |                                                            |
|  | \| \| Bethencourtia \| \| \| \| \| \| Jacobaea \| \| \| \| |
|  |                                                            |
|  | Bethencourtia                                              |
|  |                                                            |
|  | Jacobaea                                                   |
|  |                                                            |

|  | Bethencourtia |
|  |               |
|  | Jacobaea      |
|  |               |

|  | Senecio pinifolius group                                   |
|  |                                                            |
|  | \| \| Bethencourtia \| \| \| \| \| \| Jacobaea \| \| \| \| |
|  |                                                            |
|  | Bethencourtia                                              |
|  |                                                            |
|  | Jacobaea                                                   |
|  |                                                            |

|  | Bethencourtia |
|  |               |
|  | Jacobaea      |
|  |               |

|  | Senecio arnaldii |
|  | |
|  | \| \| "Werneria group" (Misbrookea - Werneria) \| \| \| \| \| \| Charadranaetes - Dorobaea - Garcibarrigoa - Jessea - Pseudogynoxys - Talamancalia \| \| \| \| |
|  | |
|  | "Werneria group" (Misbrookea - Werneria) |
|  | |
|  | Charadranaetes - Dorobaea - Garcibarrigoa - Jessea - Pseudogynoxys - Talamancalia                                                                              |
|  | |

|  | "Werneria group" (Misbrookea - Werneria)                                          |
|  |                                                                                   |
|  | Charadranaetes - Dorobaea - Garcibarrigoa - Jessea - Pseudogynoxys - Talamancalia |
|  |                                                                                   |

|  | Senecio otites                |
|  |                               |
|  | Dendrophorbium - Graphistylis |
|  |                               |

|  | "Indie occidentali" (Herodotia - Mattfeldia - Zemisia - Ekmaniopappus - Nesampelos - Elekmania - Ignurbia - Jacmaia - Odontocline) |
|  | |
|  | Antillanthus - Leonis - Lundinia - Oldfeltia - Herreranthus - Shafera                                                              |
|  | |
|  | Senecio stigophlebius |
|  | |

|  | Senecio otites                |
|  |                               |
|  | Dendrophorbium - Graphistylis |
|  |                               |

|  | "Indie occidentali" (Herodotia - Mattfeldia - Zemisia - Ekmaniopappus - Nesampelos - Elekmania - Ignurbia - Jacmaia - Odontocline) |
|  | |
|  | Antillanthus - Leonis - Lundinia - Oldfeltia - Herreranthus - Shafera                                                              |
|  | |
|  | Senecio stigophlebius |
|  | |

|  | Senecio arnaldii |
|  | |
|  | \| \| "Werneria group" (Misbrookea - Werneria) \| \| \| \| \| \| Charadranaetes - Dorobaea - Garcibarrigoa - Jessea - Pseudogynoxys - Talamancalia \| \| \| \| |
|  | |
|  | "Werneria group" (Misbrookea - Werneria) |
|  | |
|  | Charadranaetes - Dorobaea - Garcibarrigoa - Jessea - Pseudogynoxys - Talamancalia                                                                              |
|  | |

|  | "Werneria group" (Misbrookea - Werneria)                                          |
|  |                                                                                   |
|  | Charadranaetes - Dorobaea - Garcibarrigoa - Jessea - Pseudogynoxys - Talamancalia |
|  |                                                                                   |

|  | Senecio otites                |
|  |                               |
|  | Dendrophorbium - Graphistylis |
|  |                               |

|  | "Indie occidentali" (Herodotia - Mattfeldia - Zemisia - Ekmaniopappus - Nesampelos - Elekmania - Ignurbia - Jacmaia - Odontocline) |
|  | |
|  | Antillanthus - Leonis - Lundinia - Oldfeltia - Herreranthus - Shafera                                                              |
|  | |
|  | Senecio stigophlebius |
|  | |

|  | Senecio otites                |
|  |                               |
|  | Dendrophorbium - Graphistylis |
|  |                               |

|  | "Indie occidentali" (Herodotia - Mattfeldia - Zemisia - Ekmaniopappus - Nesampelos - Elekmania - Ignurbia - Jacmaia - Odontocline) |
|  | |
|  | Antillanthus - Leonis - Lundinia - Oldfeltia - Herreranthus - Shafera                                                              |
|  | |
|  | Senecio stigophlebius |
|  | |

|  | Senecio pinifolius group                                   |
|  |                                                            |
|  | \| \| Bethencourtia \| \| \| \| \| \| Jacobaea \| \| \| \| |
|  |                                                            |
|  | Bethencourtia                                              |
|  |                                                            |
|  | Jacobaea                                                   |
|  |                                                            |

|  | Bethencourtia |
|  |               |
|  | Jacobaea      |
|  |               |

|  | Senecio pinifolius group                                   |
|  |                                                            |
|  | \| \| Bethencourtia \| \| \| \| \| \| Jacobaea \| \| \| \| |
|  |                                                            |
|  | Bethencourtia                                              |
|  |                                                            |
|  | Jacobaea                                                   |
|  |                                                            |

|  | Bethencourtia |
|  |               |
|  | Jacobaea      |
|  |               |

|  | Senecio arnaldii |
|  | |
|  | \| \| "Werneria group" (Misbrookea - Werneria) \| \| \| \| \| \| Charadranaetes - Dorobaea - Garcibarrigoa - Jessea - Pseudogynoxys - Talamancalia \| \| \| \| |
|  | |
|  | "Werneria group" (Misbrookea - Werneria) |
|  | |
|  | Charadranaetes - Dorobaea - Garcibarrigoa - Jessea - Pseudogynoxys - Talamancalia                                                                              |
|  | |

|  | "Werneria group" (Misbrookea - Werneria)                                          |
|  |                                                                                   |
|  | Charadranaetes - Dorobaea - Garcibarrigoa - Jessea - Pseudogynoxys - Talamancalia |
|  |                                                                                   |

|  | Senecio otites                |
|  |                               |
|  | Dendrophorbium - Graphistylis |
|  |                               |

|  | "Indie occidentali" (Herodotia - Mattfeldia - Zemisia - Ekmaniopappus - Nesampelos - Elekmania - Ignurbia - Jacmaia - Odontocline) |
|  | |
|  | Antillanthus - Leonis - Lundinia - Oldfeltia - Herreranthus - Shafera                                                              |
|  | |
|  | Senecio stigophlebius |
|  | |

|  | Senecio otites                |
|  |                               |
|  | Dendrophorbium - Graphistylis |
|  |                               |

|  | "Indie occidentali" (Herodotia - Mattfeldia - Zemisia - Ekmaniopappus - Nesampelos - Elekmania - Ignurbia - Jacmaia - Odontocline) |
|  | |
|  | Antillanthus - Leonis - Lundinia - Oldfeltia - Herreranthus - Shafera                                                              |
|  | |
|  | Senecio stigophlebius |
|  | |

|  | Senecio arnaldii |
|  | |
|  | \| \| "Werneria group" (Misbrookea - Werneria) \| \| \| \| \| \| Charadranaetes - Dorobaea - Garcibarrigoa - Jessea - Pseudogynoxys - Talamancalia \| \| \| \| |
|  | |
|  | "Werneria group" (Misbrookea - Werneria) |
|  | |
|  | Charadranaetes - Dorobaea - Garcibarrigoa - Jessea - Pseudogynoxys - Talamancalia                                                                              |
|  | |

|  | "Werneria group" (Misbrookea - Werneria)                                          |
|  |                                                                                   |
|  | Charadranaetes - Dorobaea - Garcibarrigoa - Jessea - Pseudogynoxys - Talamancalia |
|  |                                                                                   |

|  | Senecio otites                |
|  |                               |
|  | Dendrophorbium - Graphistylis |
|  |                               |

|  | "Indie occidentali" (Herodotia - Mattfeldia - Zemisia - Ekmaniopappus - Nesampelos - Elekmania - Ignurbia - Jacmaia - Odontocline) |
|  | |
|  | Antillanthus - Leonis - Lundinia - Oldfeltia - Herreranthus - Shafera                                                              |
|  | |
|  | Senecio stigophlebius |
|  | |

|  | Senecio otites                |
|  |                               |
|  | Dendrophorbium - Graphistylis |
|  |                               |

|  | "Indie occidentali" (Herodotia - Mattfeldia - Zemisia - Ekmaniopappus - Nesampelos - Elekmania - Ignurbia - Jacmaia - Odontocline) |
|  | |
|  | Antillanthus - Leonis - Lundinia - Oldfeltia - Herreranthus - Shafera                                                              |
|  | |
|  | Senecio stigophlebius |
|  | |

|  | Senecio melastomifolius group |
|  | |
|  | \| \| "Alleanza Curio" (Baculellum - Delairea - Curio) \| \| \| \| \| \| "Gynuroid clade" (Gynura - Kleinia - Solanecio) \| \| \| \| |
|  | |
|  | "Alleanza Curio" (Baculellum - Delairea - Curio)                                                                                     |
|  | |
|  | "Gynuroid clade" (Gynura - Kleinia - Solanecio)                                                                                      |
|  | |

|  | "Alleanza Curio" (Baculellum - Delairea - Curio) |
|  |                                                  |
|  | "Gynuroid clade" (Gynura - Kleinia - Solanecio)  |
|  |                                                  |

|  | Senecio melastomifolius group |
|  | |
|  | \| \| "Alleanza Curio" (Baculellum - Delairea - Curio) \| \| \| \| \| \| "Gynuroid clade" (Gynura - Kleinia - Solanecio) \| \| \| \| |
|  | |
|  | "Alleanza Curio" (Baculellum - Delairea - Curio)                                                                                     |
|  | |
|  | "Gynuroid clade" (Gynura - Kleinia - Solanecio)                                                                                      |
|  | |

|  | "Alleanza Curio" (Baculellum - Delairea - Curio) |
|  |                                                  |
|  | "Gynuroid clade" (Gynura - Kleinia - Solanecio)  |
|  |                                                  |

|  | \| \| Cineraria \| \| \| \| \| \| Bertilia - Bolandia - Stilpnogyne - Mesogramma \| \| \| \| |
|  |                                                                                              |
|  | Emilia - Pericallis - Packera                                                                |
|  |                                                                                              |
|  | Cineraria                                                                                    |
|  |                                                                                              |
|  | Bertilia - Bolandia - Stilpnogyne - Mesogramma                                               |
|  |                                                                                              |

|  | Cineraria                                      |
|  |                                                |
|  | Bertilia - Bolandia - Stilpnogyne - Mesogramma |
|  |                                                |

|  | Senecio pinifolius group                                   |
|  |                                                            |
|  | \| \| Bethencourtia \| \| \| \| \| \| Jacobaea \| \| \| \| |
|  |                                                            |
|  | Bethencourtia                                              |
|  |                                                            |
|  | Jacobaea                                                   |
|  |                                                            |

|  | Bethencourtia |
|  |               |
|  | Jacobaea      |
|  |               |

|  | Senecio pinifolius group                                   |
|  |                                                            |
|  | \| \| Bethencourtia \| \| \| \| \| \| Jacobaea \| \| \| \| |
|  |                                                            |
|  | Bethencourtia                                              |
|  |                                                            |
|  | Jacobaea                                                   |
|  |                                                            |

|  | Bethencourtia |
|  |               |
|  | Jacobaea      |
|  |               |

|  | Senecio arnaldii |
|  | |
|  | \| \| "Werneria group" (Misbrookea - Werneria) \| \| \| \| \| \| Charadranaetes - Dorobaea - Garcibarrigoa - Jessea - Pseudogynoxys - Talamancalia \| \| \| \| |
|  | |
|  | "Werneria group" (Misbrookea - Werneria) |
|  | |
|  | Charadranaetes - Dorobaea - Garcibarrigoa - Jessea - Pseudogynoxys - Talamancalia                                                                              |
|  | |

|  | "Werneria group" (Misbrookea - Werneria)                                          |
|  |                                                                                   |
|  | Charadranaetes - Dorobaea - Garcibarrigoa - Jessea - Pseudogynoxys - Talamancalia |
|  |                                                                                   |

|  | Senecio otites                |
|  |                               |
|  | Dendrophorbium - Graphistylis |
|  |                               |

|  | "Indie occidentali" (Herodotia - Mattfeldia - Zemisia - Ekmaniopappus - Nesampelos - Elekmania - Ignurbia - Jacmaia - Odontocline) |
|  | |
|  | Antillanthus - Leonis - Lundinia - Oldfeltia - Herreranthus - Shafera                                                              |
|  | |
|  | Senecio stigophlebius |
|  | |

|  | Senecio otites                |
|  |                               |
|  | Dendrophorbium - Graphistylis |
|  |                               |

|  | "Indie occidentali" (Herodotia - Mattfeldia - Zemisia - Ekmaniopappus - Nesampelos - Elekmania - Ignurbia - Jacmaia - Odontocline) |
|  | |
|  | Antillanthus - Leonis - Lundinia - Oldfeltia - Herreranthus - Shafera                                                              |
|  | |
|  | Senecio stigophlebius |
|  | |

|  | Senecio arnaldii |
|  | |
|  | \| \| "Werneria group" (Misbrookea - Werneria) \| \| \| \| \| \| Charadranaetes - Dorobaea - Garcibarrigoa - Jessea - Pseudogynoxys - Talamancalia \| \| \| \| |
|  | |
|  | "Werneria group" (Misbrookea - Werneria) |
|  | |
|  | Charadranaetes - Dorobaea - Garcibarrigoa - Jessea - Pseudogynoxys - Talamancalia                                                                              |
|  | |

|  | "Werneria group" (Misbrookea - Werneria)                                          |
|  |                                                                                   |
|  | Charadranaetes - Dorobaea - Garcibarrigoa - Jessea - Pseudogynoxys - Talamancalia |
|  |                                                                                   |

|  | Senecio otites                |
|  |                               |
|  | Dendrophorbium - Graphistylis |
|  |                               |

|  | "Indie occidentali" (Herodotia - Mattfeldia - Zemisia - Ekmaniopappus - Nesampelos - Elekmania - Ignurbia - Jacmaia - Odontocline) |
|  | |
|  | Antillanthus - Leonis - Lundinia - Oldfeltia - Herreranthus - Shafera                                                              |
|  | |
|  | Senecio stigophlebius |
|  | |

|  | Senecio otites                |
|  |                               |
|  | Dendrophorbium - Graphistylis |
|  |                               |

|  | "Indie occidentali" (Herodotia - Mattfeldia - Zemisia - Ekmaniopappus - Nesampelos - Elekmania - Ignurbia - Jacmaia - Odontocline) |
|  | |
|  | Antillanthus - Leonis - Lundinia - Oldfeltia - Herreranthus - Shafera                                                              |
|  | |
|  | Senecio stigophlebius |
|  | |

|  | Senecio pinifolius group                                   |
|  |                                                            |
|  | \| \| Bethencourtia \| \| \| \| \| \| Jacobaea \| \| \| \| |
|  |                                                            |
|  | Bethencourtia                                              |
|  |                                                            |
|  | Jacobaea                                                   |
|  |                                                            |

|  | Bethencourtia |
|  |               |
|  | Jacobaea      |
|  |               |

|  | Senecio pinifolius group                                   |
|  |                                                            |
|  | \| \| Bethencourtia \| \| \| \| \| \| Jacobaea \| \| \| \| |
|  |                                                            |
|  | Bethencourtia                                              |
|  |                                                            |
|  | Jacobaea                                                   |
|  |                                                            |

|  | Bethencourtia |
|  |               |
|  | Jacobaea      |
|  |               |

|  | Senecio arnaldii |
|  | |
|  | \| \| "Werneria group" (Misbrookea - Werneria) \| \| \| \| \| \| Charadranaetes - Dorobaea - Garcibarrigoa - Jessea - Pseudogynoxys - Talamancalia \| \| \| \| |
|  | |
|  | "Werneria group" (Misbrookea - Werneria) |
|  | |
|  | Charadranaetes - Dorobaea - Garcibarrigoa - Jessea - Pseudogynoxys - Talamancalia                                                                              |
|  | |

|  | "Werneria group" (Misbrookea - Werneria)                                          |
|  |                                                                                   |
|  | Charadranaetes - Dorobaea - Garcibarrigoa - Jessea - Pseudogynoxys - Talamancalia |
|  |                                                                                   |

|  | Senecio otites                |
|  |                               |
|  | Dendrophorbium - Graphistylis |
|  |                               |

|  | "Indie occidentali" (Herodotia - Mattfeldia - Zemisia - Ekmaniopappus - Nesampelos - Elekmania - Ignurbia - Jacmaia - Odontocline) |
|  | |
|  | Antillanthus - Leonis - Lundinia - Oldfeltia - Herreranthus - Shafera                                                              |
|  | |
|  | Senecio stigophlebius |
|  | |

|  | Senecio otites                |
|  |                               |
|  | Dendrophorbium - Graphistylis |
|  |                               |

|  | "Indie occidentali" (Herodotia - Mattfeldia - Zemisia - Ekmaniopappus - Nesampelos - Elekmania - Ignurbia - Jacmaia - Odontocline) |
|  | |
|  | Antillanthus - Leonis - Lundinia - Oldfeltia - Herreranthus - Shafera                                                              |
|  | |
|  | Senecio stigophlebius |
|  | |

|  | Senecio arnaldii |
|  | |
|  | \| \| "Werneria group" (Misbrookea - Werneria) \| \| \| \| \| \| Charadranaetes - Dorobaea - Garcibarrigoa - Jessea - Pseudogynoxys - Talamancalia \| \| \| \| |
|  | |
|  | "Werneria group" (Misbrookea - Werneria) |
|  | |
|  | Charadranaetes - Dorobaea - Garcibarrigoa - Jessea - Pseudogynoxys - Talamancalia                                                                              |
|  | |

|  | "Werneria group" (Misbrookea - Werneria)                                          |
|  |                                                                                   |
|  | Charadranaetes - Dorobaea - Garcibarrigoa - Jessea - Pseudogynoxys - Talamancalia |
|  |                                                                                   |

|  | Senecio otites                |
|  |                               |
|  | Dendrophorbium - Graphistylis |
|  |                               |

|  | "Indie occidentali" (Herodotia - Mattfeldia - Zemisia - Ekmaniopappus - Nesampelos - Elekmania - Ignurbia - Jacmaia - Odontocline) |
|  | |
|  | Antillanthus - Leonis - Lundinia - Oldfeltia - Herreranthus - Shafera                                                              |
|  | |
|  | Senecio stigophlebius |
|  | |

|  | Senecio otites                |
|  |                               |
|  | Dendrophorbium - Graphistylis |
|  |                               |

|  | "Indie occidentali" (Herodotia - Mattfeldia - Zemisia - Ekmaniopappus - Nesampelos - Elekmania - Ignurbia - Jacmaia - Odontocline) |
|  | |
|  | Antillanthus - Leonis - Lundinia - Oldfeltia - Herreranthus - Shafera                                                              |
|  | |
|  | Senecio stigophlebius |
|  | |

|  | \| \| Cineraria \| \| \| \| \| \| Bertilia - Bolandia - Stilpnogyne - Mesogramma \| \| \| \| |
|  |                                                                                              |
|  | Emilia - Pericallis - Packera                                                                |
|  |                                                                                              |
|  | Cineraria                                                                                    |
|  |                                                                                              |
|  | Bertilia - Bolandia - Stilpnogyne - Mesogramma                                               |
|  |                                                                                              |

|  | Cineraria                                      |
|  |                                                |
|  | Bertilia - Bolandia - Stilpnogyne - Mesogramma |
|  |                                                |

|  | Senecio pinifolius group                                   |
|  |                                                            |
|  | \| \| Bethencourtia \| \| \| \| \| \| Jacobaea \| \| \| \| |
|  |                                                            |
|  | Bethencourtia                                              |
|  |                                                            |
|  | Jacobaea                                                   |
|  |                                                            |

|  | Bethencourtia |
|  |               |
|  | Jacobaea      |
|  |               |

|  | Senecio pinifolius group                                   |
|  |                                                            |
|  | \| \| Bethencourtia \| \| \| \| \| \| Jacobaea \| \| \| \| |
|  |                                                            |
|  | Bethencourtia                                              |
|  |                                                            |
|  | Jacobaea                                                   |
|  |                                                            |

|  | Bethencourtia |
|  |               |
|  | Jacobaea      |
|  |               |

|  | Senecio arnaldii |
|  | |
|  | \| \| "Werneria group" (Misbrookea - Werneria) \| \| \| \| \| \| Charadranaetes - Dorobaea - Garcibarrigoa - Jessea - Pseudogynoxys - Talamancalia \| \| \| \| |
|  | |
|  | "Werneria group" (Misbrookea - Werneria) |
|  | |
|  | Charadranaetes - Dorobaea - Garcibarrigoa - Jessea - Pseudogynoxys - Talamancalia                                                                              |
|  | |

|  | "Werneria group" (Misbrookea - Werneria)                                          |
|  |                                                                                   |
|  | Charadranaetes - Dorobaea - Garcibarrigoa - Jessea - Pseudogynoxys - Talamancalia |
|  |                                                                                   |

|  | Senecio otites                |
|  |                               |
|  | Dendrophorbium - Graphistylis |
|  |                               |

|  | "Indie occidentali" (Herodotia - Mattfeldia - Zemisia - Ekmaniopappus - Nesampelos - Elekmania - Ignurbia - Jacmaia - Odontocline) |
|  | |
|  | Antillanthus - Leonis - Lundinia - Oldfeltia - Herreranthus - Shafera                                                              |
|  | |
|  | Senecio stigophlebius |
|  | |

|  | Senecio otites                |
|  |                               |
|  | Dendrophorbium - Graphistylis |
|  |                               |

|  | "Indie occidentali" (Herodotia - Mattfeldia - Zemisia - Ekmaniopappus - Nesampelos - Elekmania - Ignurbia - Jacmaia - Odontocline) |
|  | |
|  | Antillanthus - Leonis - Lundinia - Oldfeltia - Herreranthus - Shafera                                                              |
|  | |
|  | Senecio stigophlebius |
|  | |

|  | Senecio arnaldii |
|  | |
|  | \| \| "Werneria group" (Misbrookea - Werneria) \| \| \| \| \| \| Charadranaetes - Dorobaea - Garcibarrigoa - Jessea - Pseudogynoxys - Talamancalia \| \| \| \| |
|  | |
|  | "Werneria group" (Misbrookea - Werneria) |
|  | |
|  | Charadranaetes - Dorobaea - Garcibarrigoa - Jessea - Pseudogynoxys - Talamancalia                                                                              |
|  | |

|  | "Werneria group" (Misbrookea - Werneria)                                          |
|  |                                                                                   |
|  | Charadranaetes - Dorobaea - Garcibarrigoa - Jessea - Pseudogynoxys - Talamancalia |
|  |                                                                                   |

|  | Senecio otites                |
|  |                               |
|  | Dendrophorbium - Graphistylis |
|  |                               |

|  | "Indie occidentali" (Herodotia - Mattfeldia - Zemisia - Ekmaniopappus - Nesampelos - Elekmania - Ignurbia - Jacmaia - Odontocline) |
|  | |
|  | Antillanthus - Leonis - Lundinia - Oldfeltia - Herreranthus - Shafera                                                              |
|  | |
|  | Senecio stigophlebius |
|  | |

|  | Senecio otites                |
|  |                               |
|  | Dendrophorbium - Graphistylis |
|  |                               |

|  | "Indie occidentali" (Herodotia - Mattfeldia - Zemisia - Ekmaniopappus - Nesampelos - Elekmania - Ignurbia - Jacmaia - Odontocline) |
|  | |
|  | Antillanthus - Leonis - Lundinia - Oldfeltia - Herreranthus - Shafera                                                              |
|  | |
|  | Senecio stigophlebius |
|  | |

|  | Senecio pinifolius group                                   |
|  |                                                            |
|  | \| \| Bethencourtia \| \| \| \| \| \| Jacobaea \| \| \| \| |
|  |                                                            |
|  | Bethencourtia                                              |
|  |                                                            |
|  | Jacobaea                                                   |
|  |                                                            |

|  | Bethencourtia |
|  |               |
|  | Jacobaea      |
|  |               |

|  | Senecio pinifolius group                                   |
|  |                                                            |
|  | \| \| Bethencourtia \| \| \| \| \| \| Jacobaea \| \| \| \| |
|  |                                                            |
|  | Bethencourtia                                              |
|  |                                                            |
|  | Jacobaea                                                   |
|  |                                                            |

|  | Bethencourtia |
|  |               |
|  | Jacobaea      |
|  |               |

|  | Senecio arnaldii |
|  | |
|  | \| \| "Werneria group" (Misbrookea - Werneria) \| \| \| \| \| \| Charadranaetes - Dorobaea - Garcibarrigoa - Jessea - Pseudogynoxys - Talamancalia \| \| \| \| |
|  | |
|  | "Werneria group" (Misbrookea - Werneria) |
|  | |
|  | Charadranaetes - Dorobaea - Garcibarrigoa - Jessea - Pseudogynoxys - Talamancalia                                                                              |
|  | |

|  | "Werneria group" (Misbrookea - Werneria)                                          |
|  |                                                                                   |
|  | Charadranaetes - Dorobaea - Garcibarrigoa - Jessea - Pseudogynoxys - Talamancalia |
|  |                                                                                   |

|  | Senecio otites                |
|  |                               |
|  | Dendrophorbium - Graphistylis |
|  |                               |

|  | "Indie occidentali" (Herodotia - Mattfeldia - Zemisia - Ekmaniopappus - Nesampelos - Elekmania - Ignurbia - Jacmaia - Odontocline) |
|  | |
|  | Antillanthus - Leonis - Lundinia - Oldfeltia - Herreranthus - Shafera                                                              |
|  | |
|  | Senecio stigophlebius |
|  | |

|  | Senecio otites                |
|  |                               |
|  | Dendrophorbium - Graphistylis |
|  |                               |

|  | "Indie occidentali" (Herodotia - Mattfeldia - Zemisia - Ekmaniopappus - Nesampelos - Elekmania - Ignurbia - Jacmaia - Odontocline) |
|  | |
|  | Antillanthus - Leonis - Lundinia - Oldfeltia - Herreranthus - Shafera                                                              |
|  | |
|  | Senecio stigophlebius |
|  | |

|  | Senecio arnaldii |
|  | |
|  | \| \| "Werneria group" (Misbrookea - Werneria) \| \| \| \| \| \| Charadranaetes - Dorobaea - Garcibarrigoa - Jessea - Pseudogynoxys - Talamancalia \| \| \| \| |
|  | |
|  | "Werneria group" (Misbrookea - Werneria) |
|  | |
|  | Charadranaetes - Dorobaea - Garcibarrigoa - Jessea - Pseudogynoxys - Talamancalia                                                                              |
|  | |

|  | "Werneria group" (Misbrookea - Werneria)                                          |
|  |                                                                                   |
|  | Charadranaetes - Dorobaea - Garcibarrigoa - Jessea - Pseudogynoxys - Talamancalia |
|  |                                                                                   |

|  | Senecio otites                |
|  |                               |
|  | Dendrophorbium - Graphistylis |
|  |                               |

|  | "Indie occidentali" (Herodotia - Mattfeldia - Zemisia - Ekmaniopappus - Nesampelos - Elekmania - Ignurbia - Jacmaia - Odontocline) |
|  | |
|  | Antillanthus - Leonis - Lundinia - Oldfeltia - Herreranthus - Shafera                                                              |
|  | |
|  | Senecio stigophlebius |
|  | |

|  | Senecio otites                |
|  |                               |
|  | Dendrophorbium - Graphistylis |
|  |                               |

|  | "Indie occidentali" (Herodotia - Mattfeldia - Zemisia - Ekmaniopappus - Nesampelos - Elekmania - Ignurbia - Jacmaia - Odontocline) |
|  | |
|  | Antillanthus - Leonis - Lundinia - Oldfeltia - Herreranthus - Shafera                                                              |
|  | |
|  | Senecio stigophlebius |
|  | |

|  | Senecio melastomifolius group |
|  | |
|  | \| \| "Alleanza Curio" (Baculellum - Delairea - Curio) \| \| \| \| \| \| "Gynuroid clade" (Gynura - Kleinia - Solanecio) \| \| \| \| |
|  | |
|  | "Alleanza Curio" (Baculellum - Delairea - Curio)                                                                                     |
|  | |
|  | "Gynuroid clade" (Gynura - Kleinia - Solanecio)                                                                                      |
|  | |

|  | "Alleanza Curio" (Baculellum - Delairea - Curio) |
|  |                                                  |
|  | "Gynuroid clade" (Gynura - Kleinia - Solanecio)  |
|  |                                                  |

|  | Senecio melastomifolius group |
|  | |
|  | \| \| "Alleanza Curio" (Baculellum - Delairea - Curio) \| \| \| \| \| \| "Gynuroid clade" (Gynura - Kleinia - Solanecio) \| \| \| \| |
|  | |
|  | "Alleanza Curio" (Baculellum - Delairea - Curio)                                                                                     |
|  | |
|  | "Gynuroid clade" (Gynura - Kleinia - Solanecio)                                                                                      |
|  | |

|  | "Alleanza Curio" (Baculellum - Delairea - Curio) |
|  |                                                  |
|  | "Gynuroid clade" (Gynura - Kleinia - Solanecio)  |
|  |                                                  |

|  | \| \| Cineraria \| \| \| \| \| \| Bertilia - Bolandia - Stilpnogyne - Mesogramma \| \| \| \| |
|  |                                                                                              |
|  | Emilia - Pericallis - Packera                                                                |
|  |                                                                                              |
|  | Cineraria                                                                                    |
|  |                                                                                              |
|  | Bertilia - Bolandia - Stilpnogyne - Mesogramma                                               |
|  |                                                                                              |

|  | Cineraria                                      |
|  |                                                |
|  | Bertilia - Bolandia - Stilpnogyne - Mesogramma |
|  |                                                |

|  | Senecio pinifolius group                                   |
|  |                                                            |
|  | \| \| Bethencourtia \| \| \| \| \| \| Jacobaea \| \| \| \| |
|  |                                                            |
|  | Bethencourtia                                              |
|  |                                                            |
|  | Jacobaea                                                   |
|  |                                                            |

|  | Bethencourtia |
|  |               |
|  | Jacobaea      |
|  |               |

|  | Senecio pinifolius group                                   |
|  |                                                            |
|  | \| \| Bethencourtia \| \| \| \| \| \| Jacobaea \| \| \| \| |
|  |                                                            |
|  | Bethencourtia                                              |
|  |                                                            |
|  | Jacobaea                                                   |
|  |                                                            |

|  | Bethencourtia |
|  |               |
|  | Jacobaea      |
|  |               |

|  | Senecio arnaldii |
|  | |
|  | \| \| "Werneria group" (Misbrookea - Werneria) \| \| \| \| \| \| Charadranaetes - Dorobaea - Garcibarrigoa - Jessea - Pseudogynoxys - Talamancalia \| \| \| \| |
|  | |
|  | "Werneria group" (Misbrookea - Werneria) |
|  | |
|  | Charadranaetes - Dorobaea - Garcibarrigoa - Jessea - Pseudogynoxys - Talamancalia                                                                              |
|  | |

|  | "Werneria group" (Misbrookea - Werneria)                                          |
|  |                                                                                   |
|  | Charadranaetes - Dorobaea - Garcibarrigoa - Jessea - Pseudogynoxys - Talamancalia |
|  |                                                                                   |

|  | Senecio otites                |
|  |                               |
|  | Dendrophorbium - Graphistylis |
|  |                               |

|  | "Indie occidentali" (Herodotia - Mattfeldia - Zemisia - Ekmaniopappus - Nesampelos - Elekmania - Ignurbia - Jacmaia - Odontocline) |
|  | |
|  | Antillanthus - Leonis - Lundinia - Oldfeltia - Herreranthus - Shafera                                                              |
|  | |
|  | Senecio stigophlebius |
|  | |

|  | Senecio otites                |
|  |                               |
|  | Dendrophorbium - Graphistylis |
|  |                               |

|  | "Indie occidentali" (Herodotia - Mattfeldia - Zemisia - Ekmaniopappus - Nesampelos - Elekmania - Ignurbia - Jacmaia - Odontocline) |
|  | |
|  | Antillanthus - Leonis - Lundinia - Oldfeltia - Herreranthus - Shafera                                                              |
|  | |
|  | Senecio stigophlebius |
|  | |

|  | Senecio arnaldii |
|  | |
|  | \| \| "Werneria group" (Misbrookea - Werneria) \| \| \| \| \| \| Charadranaetes - Dorobaea - Garcibarrigoa - Jessea - Pseudogynoxys - Talamancalia \| \| \| \| |
|  | |
|  | "Werneria group" (Misbrookea - Werneria) |
|  | |
|  | Charadranaetes - Dorobaea - Garcibarrigoa - Jessea - Pseudogynoxys - Talamancalia                                                                              |
|  | |

|  | "Werneria group" (Misbrookea - Werneria)                                          |
|  |                                                                                   |
|  | Charadranaetes - Dorobaea - Garcibarrigoa - Jessea - Pseudogynoxys - Talamancalia |
|  |                                                                                   |

|  | Senecio otites                |
|  |                               |
|  | Dendrophorbium - Graphistylis |
|  |                               |

|  | "Indie occidentali" (Herodotia - Mattfeldia - Zemisia - Ekmaniopappus - Nesampelos - Elekmania - Ignurbia - Jacmaia - Odontocline) |
|  | |
|  | Antillanthus - Leonis - Lundinia - Oldfeltia - Herreranthus - Shafera                                                              |
|  | |
|  | Senecio stigophlebius |
|  | |

|  | Senecio otites                |
|  |                               |
|  | Dendrophorbium - Graphistylis |
|  |                               |

|  | "Indie occidentali" (Herodotia - Mattfeldia - Zemisia - Ekmaniopappus - Nesampelos - Elekmania - Ignurbia - Jacmaia - Odontocline) |
|  | |
|  | Antillanthus - Leonis - Lundinia - Oldfeltia - Herreranthus - Shafera                                                              |
|  | |
|  | Senecio stigophlebius |
|  | |

|  | Senecio pinifolius group                                   |
|  |                                                            |
|  | \| \| Bethencourtia \| \| \| \| \| \| Jacobaea \| \| \| \| |
|  |                                                            |
|  | Bethencourtia                                              |
|  |                                                            |
|  | Jacobaea                                                   |
|  |                                                            |

|  | Bethencourtia |
|  |               |
|  | Jacobaea      |
|  |               |

|  | Senecio pinifolius group                                   |
|  |                                                            |
|  | \| \| Bethencourtia \| \| \| \| \| \| Jacobaea \| \| \| \| |
|  |                                                            |
|  | Bethencourtia                                              |
|  |                                                            |
|  | Jacobaea                                                   |
|  |                                                            |

|  | Bethencourtia |
|  |               |
|  | Jacobaea      |
|  |               |

|  | Senecio arnaldii |
|  | |
|  | \| \| "Werneria group" (Misbrookea - Werneria) \| \| \| \| \| \| Charadranaetes - Dorobaea - Garcibarrigoa - Jessea - Pseudogynoxys - Talamancalia \| \| \| \| |
|  | |
|  | "Werneria group" (Misbrookea - Werneria) |
|  | |
|  | Charadranaetes - Dorobaea - Garcibarrigoa - Jessea - Pseudogynoxys - Talamancalia                                                                              |
|  | |

|  | "Werneria group" (Misbrookea - Werneria)                                          |
|  |                                                                                   |
|  | Charadranaetes - Dorobaea - Garcibarrigoa - Jessea - Pseudogynoxys - Talamancalia |
|  |                                                                                   |

|  | Senecio otites                |
|  |                               |
|  | Dendrophorbium - Graphistylis |
|  |                               |

|  | "Indie occidentali" (Herodotia - Mattfeldia - Zemisia - Ekmaniopappus - Nesampelos - Elekmania - Ignurbia - Jacmaia - Odontocline) |
|  | |
|  | Antillanthus - Leonis - Lundinia - Oldfeltia - Herreranthus - Shafera                                                              |
|  | |
|  | Senecio stigophlebius |
|  | |

|  | Senecio otites                |
|  |                               |
|  | Dendrophorbium - Graphistylis |
|  |                               |

|  | "Indie occidentali" (Herodotia - Mattfeldia - Zemisia - Ekmaniopappus - Nesampelos - Elekmania - Ignurbia - Jacmaia - Odontocline) |
|  | |
|  | Antillanthus - Leonis - Lundinia - Oldfeltia - Herreranthus - Shafera                                                              |
|  | |
|  | Senecio stigophlebius |
|  | |

|  | Senecio arnaldii |
|  | |
|  | \| \| "Werneria group" (Misbrookea - Werneria) \| \| \| \| \| \| Charadranaetes - Dorobaea - Garcibarrigoa - Jessea - Pseudogynoxys - Talamancalia \| \| \| \| |
|  | |
|  | "Werneria group" (Misbrookea - Werneria) |
|  | |
|  | Charadranaetes - Dorobaea - Garcibarrigoa - Jessea - Pseudogynoxys - Talamancalia                                                                              |
|  | |

|  | "Werneria group" (Misbrookea - Werneria)                                          |
|  |                                                                                   |
|  | Charadranaetes - Dorobaea - Garcibarrigoa - Jessea - Pseudogynoxys - Talamancalia |
|  |                                                                                   |

|  | Senecio otites                |
|  |                               |
|  | Dendrophorbium - Graphistylis |
|  |                               |

|  | "Indie occidentali" (Herodotia - Mattfeldia - Zemisia - Ekmaniopappus - Nesampelos - Elekmania - Ignurbia - Jacmaia - Odontocline) |
|  | |
|  | Antillanthus - Leonis - Lundinia - Oldfeltia - Herreranthus - Shafera                                                              |
|  | |
|  | Senecio stigophlebius |
|  | |

|  | Senecio otites                |
|  |                               |
|  | Dendrophorbium - Graphistylis |
|  |                               |

|  | "Indie occidentali" (Herodotia - Mattfeldia - Zemisia - Ekmaniopappus - Nesampelos - Elekmania - Ignurbia - Jacmaia - Odontocline) |
|  | |
|  | Antillanthus - Leonis - Lundinia - Oldfeltia - Herreranthus - Shafera                                                              |
|  | |
|  | Senecio stigophlebius |
|  | |

|  | \| \| Cineraria \| \| \| \| \| \| Bertilia - Bolandia - Stilpnogyne - Mesogramma \| \| \| \| |
|  |                                                                                              |
|  | Emilia - Pericallis - Packera                                                                |
|  |                                                                                              |
|  | Cineraria                                                                                    |
|  |                                                                                              |
|  | Bertilia - Bolandia - Stilpnogyne - Mesogramma                                               |
|  |                                                                                              |

|  | Cineraria                                      |
|  |                                                |
|  | Bertilia - Bolandia - Stilpnogyne - Mesogramma |
|  |                                                |

|  | Senecio pinifolius group                                   |
|  |                                                            |
|  | \| \| Bethencourtia \| \| \| \| \| \| Jacobaea \| \| \| \| |
|  |                                                            |
|  | Bethencourtia                                              |
|  |                                                            |
|  | Jacobaea                                                   |
|  |                                                            |

|  | Bethencourtia |
|  |               |
|  | Jacobaea      |
|  |               |

|  | Senecio pinifolius group                                   |
|  |                                                            |
|  | \| \| Bethencourtia \| \| \| \| \| \| Jacobaea \| \| \| \| |
|  |                                                            |
|  | Bethencourtia                                              |
|  |                                                            |
|  | Jacobaea                                                   |
|  |                                                            |

|  | Bethencourtia |
|  |               |
|  | Jacobaea      |
|  |               |

|  | Senecio arnaldii |
|  | |
|  | \| \| "Werneria group" (Misbrookea - Werneria) \| \| \| \| \| \| Charadranaetes - Dorobaea - Garcibarrigoa - Jessea - Pseudogynoxys - Talamancalia \| \| \| \| |
|  | |
|  | "Werneria group" (Misbrookea - Werneria) |
|  | |
|  | Charadranaetes - Dorobaea - Garcibarrigoa - Jessea - Pseudogynoxys - Talamancalia                                                                              |
|  | |

|  | "Werneria group" (Misbrookea - Werneria)                                          |
|  |                                                                                   |
|  | Charadranaetes - Dorobaea - Garcibarrigoa - Jessea - Pseudogynoxys - Talamancalia |
|  |                                                                                   |

|  | Senecio otites                |
|  |                               |
|  | Dendrophorbium - Graphistylis |
|  |                               |

|  | "Indie occidentali" (Herodotia - Mattfeldia - Zemisia - Ekmaniopappus - Nesampelos - Elekmania - Ignurbia - Jacmaia - Odontocline) |
|  | |
|  | Antillanthus - Leonis - Lundinia - Oldfeltia - Herreranthus - Shafera                                                              |
|  | |
|  | Senecio stigophlebius |
|  | |

|  | Senecio otites                |
|  |                               |
|  | Dendrophorbium - Graphistylis |
|  |                               |

|  | "Indie occidentali" (Herodotia - Mattfeldia - Zemisia - Ekmaniopappus - Nesampelos - Elekmania - Ignurbia - Jacmaia - Odontocline) |
|  | |
|  | Antillanthus - Leonis - Lundinia - Oldfeltia - Herreranthus - Shafera                                                              |
|  | |
|  | Senecio stigophlebius |
|  | |

|  | Senecio arnaldii |
|  | |
|  | \| \| "Werneria group" (Misbrookea - Werneria) \| \| \| \| \| \| Charadranaetes - Dorobaea - Garcibarrigoa - Jessea - Pseudogynoxys - Talamancalia \| \| \| \| |
|  | |
|  | "Werneria group" (Misbrookea - Werneria) |
|  | |
|  | Charadranaetes - Dorobaea - Garcibarrigoa - Jessea - Pseudogynoxys - Talamancalia                                                                              |
|  | |

|  | "Werneria group" (Misbrookea - Werneria)                                          |
|  |                                                                                   |
|  | Charadranaetes - Dorobaea - Garcibarrigoa - Jessea - Pseudogynoxys - Talamancalia |
|  |                                                                                   |

|  | Senecio otites                |
|  |                               |
|  | Dendrophorbium - Graphistylis |
|  |                               |

|  | "Indie occidentali" (Herodotia - Mattfeldia - Zemisia - Ekmaniopappus - Nesampelos - Elekmania - Ignurbia - Jacmaia - Odontocline) |
|  | |
|  | Antillanthus - Leonis - Lundinia - Oldfeltia - Herreranthus - Shafera                                                              |
|  | |
|  | Senecio stigophlebius |
|  | |

|  | Senecio otites                |
|  |                               |
|  | Dendrophorbium - Graphistylis |
|  |                               |

|  | "Indie occidentali" (Herodotia - Mattfeldia - Zemisia - Ekmaniopappus - Nesampelos - Elekmania - Ignurbia - Jacmaia - Odontocline) |
|  | |
|  | Antillanthus - Leonis - Lundinia - Oldfeltia - Herreranthus - Shafera                                                              |
|  | |
|  | Senecio stigophlebius |
|  | |

|  | Senecio pinifolius group                                   |
|  |                                                            |
|  | \| \| Bethencourtia \| \| \| \| \| \| Jacobaea \| \| \| \| |
|  |                                                            |
|  | Bethencourtia                                              |
|  |                                                            |
|  | Jacobaea                                                   |
|  |                                                            |

|  | Bethencourtia |
|  |               |
|  | Jacobaea      |
|  |               |

|  | Senecio pinifolius group                                   |
|  |                                                            |
|  | \| \| Bethencourtia \| \| \| \| \| \| Jacobaea \| \| \| \| |
|  |                                                            |
|  | Bethencourtia                                              |
|  |                                                            |
|  | Jacobaea                                                   |
|  |                                                            |

|  | Bethencourtia |
|  |               |
|  | Jacobaea      |
|  |               |

|  | Senecio arnaldii |
|  | |
|  | \| \| "Werneria group" (Misbrookea - Werneria) \| \| \| \| \| \| Charadranaetes - Dorobaea - Garcibarrigoa - Jessea - Pseudogynoxys - Talamancalia \| \| \| \| |
|  | |
|  | "Werneria group" (Misbrookea - Werneria) |
|  | |
|  | Charadranaetes - Dorobaea - Garcibarrigoa - Jessea - Pseudogynoxys - Talamancalia                                                                              |
|  | |

|  | "Werneria group" (Misbrookea - Werneria)                                          |
|  |                                                                                   |
|  | Charadranaetes - Dorobaea - Garcibarrigoa - Jessea - Pseudogynoxys - Talamancalia |
|  |                                                                                   |

|  | Senecio otites                |
|  |                               |
|  | Dendrophorbium - Graphistylis |
|  |                               |

|  | "Indie occidentali" (Herodotia - Mattfeldia - Zemisia - Ekmaniopappus - Nesampelos - Elekmania - Ignurbia - Jacmaia - Odontocline) |
|  | |
|  | Antillanthus - Leonis - Lundinia - Oldfeltia - Herreranthus - Shafera                                                              |
|  | |
|  | Senecio stigophlebius |
|  | |

|  | Senecio otites                |
|  |                               |
|  | Dendrophorbium - Graphistylis |
|  |                               |

|  | "Indie occidentali" (Herodotia - Mattfeldia - Zemisia - Ekmaniopappus - Nesampelos - Elekmania - Ignurbia - Jacmaia - Odontocline) |
|  | |
|  | Antillanthus - Leonis - Lundinia - Oldfeltia - Herreranthus - Shafera                                                              |
|  | |
|  | Senecio stigophlebius |
|  | |

|  | Senecio arnaldii |
|  | |
|  | \| \| "Werneria group" (Misbrookea - Werneria) \| \| \| \| \| \| Charadranaetes - Dorobaea - Garcibarrigoa - Jessea - Pseudogynoxys - Talamancalia \| \| \| \| |
|  | |
|  | "Werneria group" (Misbrookea - Werneria) |
|  | |
|  | Charadranaetes - Dorobaea - Garcibarrigoa - Jessea - Pseudogynoxys - Talamancalia                                                                              |
|  | |

|  | "Werneria group" (Misbrookea - Werneria)                                          |
|  |                                                                                   |
|  | Charadranaetes - Dorobaea - Garcibarrigoa - Jessea - Pseudogynoxys - Talamancalia |
|  |                                                                                   |

|  | Senecio otites                |
|  |                               |
|  | Dendrophorbium - Graphistylis |
|  |                               |

|  | "Indie occidentali" (Herodotia - Mattfeldia - Zemisia - Ekmaniopappus - Nesampelos - Elekmania - Ignurbia - Jacmaia - Odontocline) |
|  | |
|  | Antillanthus - Leonis - Lundinia - Oldfeltia - Herreranthus - Shafera                                                              |
|  | |
|  | Senecio stigophlebius |
|  | |

|  | Senecio otites                |
|  |                               |
|  | Dendrophorbium - Graphistylis |
|  |                               |

|  | "Indie occidentali" (Herodotia - Mattfeldia - Zemisia - Ekmaniopappus - Nesampelos - Elekmania - Ignurbia - Jacmaia - Odontocline) |
|  | |
|  | Antillanthus - Leonis - Lundinia - Oldfeltia - Herreranthus - Shafera                                                              |
|  | |
|  | Senecio stigophlebius |
|  | |

|  | Cissampelopsis - Synotis - Mikaniopsis                                                              |
|  | |
|  | Senecio s.str. - Senecio thapsoides - Arrhenechthites - Dendrocacalia - Erechtites - Crassocephalum |
|  | |

|  | Senecio melastomifolius group |
|  | |
|  | \| \| "Alleanza Curio" (Baculellum - Delairea - Curio) \| \| \| \| \| \| "Gynuroid clade" (Gynura - Kleinia - Solanecio) \| \| \| \| |
|  | |
|  | "Alleanza Curio" (Baculellum - Delairea - Curio)                                                                                     |
|  | |
|  | "Gynuroid clade" (Gynura - Kleinia - Solanecio)                                                                                      |
|  | |

|  | "Alleanza Curio" (Baculellum - Delairea - Curio) |
|  |                                                  |
|  | "Gynuroid clade" (Gynura - Kleinia - Solanecio)  |
|  |                                                  |

|  | Senecio melastomifolius group |
|  | |
|  | \| \| "Alleanza Curio" (Baculellum - Delairea - Curio) \| \| \| \| \| \| "Gynuroid clade" (Gynura - Kleinia - Solanecio) \| \| \| \| |
|  | |
|  | "Alleanza Curio" (Baculellum - Delairea - Curio)                                                                                     |
|  | |
|  | "Gynuroid clade" (Gynura - Kleinia - Solanecio)                                                                                      |
|  | |

|  | "Alleanza Curio" (Baculellum - Delairea - Curio) |
|  |                                                  |
|  | "Gynuroid clade" (Gynura - Kleinia - Solanecio)  |
|  |                                                  |

|  | \| \| Cineraria \| \| \| \| \| \| Bertilia - Bolandia - Stilpnogyne - Mesogramma \| \| \| \| |
|  |                                                                                              |
|  | Emilia - Pericallis - Packera                                                                |
|  |                                                                                              |
|  | Cineraria                                                                                    |
|  |                                                                                              |
|  | Bertilia - Bolandia - Stilpnogyne - Mesogramma                                               |
|  |                                                                                              |

|  | Cineraria                                      |
|  |                                                |
|  | Bertilia - Bolandia - Stilpnogyne - Mesogramma |
|  |                                                |

|  | Senecio pinifolius group                                   |
|  |                                                            |
|  | \| \| Bethencourtia \| \| \| \| \| \| Jacobaea \| \| \| \| |
|  |                                                            |
|  | Bethencourtia                                              |
|  |                                                            |
|  | Jacobaea                                                   |
|  |                                                            |

|  | Bethencourtia |
|  |               |
|  | Jacobaea      |
|  |               |

|  | Senecio pinifolius group                                   |
|  |                                                            |
|  | \| \| Bethencourtia \| \| \| \| \| \| Jacobaea \| \| \| \| |
|  |                                                            |
|  | Bethencourtia                                              |
|  |                                                            |
|  | Jacobaea                                                   |
|  |                                                            |

|  | Bethencourtia |
|  |               |
|  | Jacobaea      |
|  |               |

|  | Senecio arnaldii |
|  | |
|  | \| \| "Werneria group" (Misbrookea - Werneria) \| \| \| \| \| \| Charadranaetes - Dorobaea - Garcibarrigoa - Jessea - Pseudogynoxys - Talamancalia \| \| \| \| |
|  | |
|  | "Werneria group" (Misbrookea - Werneria) |
|  | |
|  | Charadranaetes - Dorobaea - Garcibarrigoa - Jessea - Pseudogynoxys - Talamancalia                                                                              |
|  | |

|  | "Werneria group" (Misbrookea - Werneria)                                          |
|  |                                                                                   |
|  | Charadranaetes - Dorobaea - Garcibarrigoa - Jessea - Pseudogynoxys - Talamancalia |
|  |                                                                                   |

|  | Senecio otites                |
|  |                               |
|  | Dendrophorbium - Graphistylis |
|  |                               |

|  | "Indie occidentali" (Herodotia - Mattfeldia - Zemisia - Ekmaniopappus - Nesampelos - Elekmania - Ignurbia - Jacmaia - Odontocline) |
|  | |
|  | Antillanthus - Leonis - Lundinia - Oldfeltia - Herreranthus - Shafera                                                              |
|  | |
|  | Senecio stigophlebius |
|  | |

|  | Senecio otites                |
|  |                               |
|  | Dendrophorbium - Graphistylis |
|  |                               |

|  | "Indie occidentali" (Herodotia - Mattfeldia - Zemisia - Ekmaniopappus - Nesampelos - Elekmania - Ignurbia - Jacmaia - Odontocline) |
|  | |
|  | Antillanthus - Leonis - Lundinia - Oldfeltia - Herreranthus - Shafera                                                              |
|  | |
|  | Senecio stigophlebius |
|  | |

|  | Senecio arnaldii |
|  | |
|  | \| \| "Werneria group" (Misbrookea - Werneria) \| \| \| \| \| \| Charadranaetes - Dorobaea - Garcibarrigoa - Jessea - Pseudogynoxys - Talamancalia \| \| \| \| |
|  | |
|  | "Werneria group" (Misbrookea - Werneria) |
|  | |
|  | Charadranaetes - Dorobaea - Garcibarrigoa - Jessea - Pseudogynoxys - Talamancalia                                                                              |
|  | |

|  | "Werneria group" (Misbrookea - Werneria)                                          |
|  |                                                                                   |
|  | Charadranaetes - Dorobaea - Garcibarrigoa - Jessea - Pseudogynoxys - Talamancalia |
|  |                                                                                   |

|  | Senecio otites                |
|  |                               |
|  | Dendrophorbium - Graphistylis |
|  |                               |

|  | "Indie occidentali" (Herodotia - Mattfeldia - Zemisia - Ekmaniopappus - Nesampelos - Elekmania - Ignurbia - Jacmaia - Odontocline) |
|  | |
|  | Antillanthus - Leonis - Lundinia - Oldfeltia - Herreranthus - Shafera                                                              |
|  | |
|  | Senecio stigophlebius |
|  | |

|  | Senecio otites                |
|  |                               |
|  | Dendrophorbium - Graphistylis |
|  |                               |

|  | "Indie occidentali" (Herodotia - Mattfeldia - Zemisia - Ekmaniopappus - Nesampelos - Elekmania - Ignurbia - Jacmaia - Odontocline) |
|  | |
|  | Antillanthus - Leonis - Lundinia - Oldfeltia - Herreranthus - Shafera                                                              |
|  | |
|  | Senecio stigophlebius |
|  | |

|  | Senecio pinifolius group                                   |
|  |                                                            |
|  | \| \| Bethencourtia \| \| \| \| \| \| Jacobaea \| \| \| \| |
|  |                                                            |
|  | Bethencourtia                                              |
|  |                                                            |
|  | Jacobaea                                                   |
|  |                                                            |

|  | Bethencourtia |
|  |               |
|  | Jacobaea      |
|  |               |

|  | Senecio pinifolius group                                   |
|  |                                                            |
|  | \| \| Bethencourtia \| \| \| \| \| \| Jacobaea \| \| \| \| |
|  |                                                            |
|  | Bethencourtia                                              |
|  |                                                            |
|  | Jacobaea                                                   |
|  |                                                            |

|  | Bethencourtia |
|  |               |
|  | Jacobaea      |
|  |               |

|  | Senecio arnaldii |
|  | |
|  | \| \| "Werneria group" (Misbrookea - Werneria) \| \| \| \| \| \| Charadranaetes - Dorobaea - Garcibarrigoa - Jessea - Pseudogynoxys - Talamancalia \| \| \| \| |
|  | |
|  | "Werneria group" (Misbrookea - Werneria) |
|  | |
|  | Charadranaetes - Dorobaea - Garcibarrigoa - Jessea - Pseudogynoxys - Talamancalia                                                                              |
|  | |

|  | "Werneria group" (Misbrookea - Werneria)                                          |
|  |                                                                                   |
|  | Charadranaetes - Dorobaea - Garcibarrigoa - Jessea - Pseudogynoxys - Talamancalia |
|  |                                                                                   |

|  | Senecio otites                |
|  |                               |
|  | Dendrophorbium - Graphistylis |
|  |                               |

|  | "Indie occidentali" (Herodotia - Mattfeldia - Zemisia - Ekmaniopappus - Nesampelos - Elekmania - Ignurbia - Jacmaia - Odontocline) |
|  | |
|  | Antillanthus - Leonis - Lundinia - Oldfeltia - Herreranthus - Shafera                                                              |
|  | |
|  | Senecio stigophlebius |
|  | |

|  | Senecio otites                |
|  |                               |
|  | Dendrophorbium - Graphistylis |
|  |                               |

|  | "Indie occidentali" (Herodotia - Mattfeldia - Zemisia - Ekmaniopappus - Nesampelos - Elekmania - Ignurbia - Jacmaia - Odontocline) |
|  | |
|  | Antillanthus - Leonis - Lundinia - Oldfeltia - Herreranthus - Shafera                                                              |
|  | |
|  | Senecio stigophlebius |
|  | |

|  | Senecio arnaldii |
|  | |
|  | \| \| "Werneria group" (Misbrookea - Werneria) \| \| \| \| \| \| Charadranaetes - Dorobaea - Garcibarrigoa - Jessea - Pseudogynoxys - Talamancalia \| \| \| \| |
|  | |
|  | "Werneria group" (Misbrookea - Werneria) |
|  | |
|  | Charadranaetes - Dorobaea - Garcibarrigoa - Jessea - Pseudogynoxys - Talamancalia                                                                              |
|  | |

|  | "Werneria group" (Misbrookea - Werneria)                                          |
|  |                                                                                   |
|  | Charadranaetes - Dorobaea - Garcibarrigoa - Jessea - Pseudogynoxys - Talamancalia |
|  |                                                                                   |

|  | Senecio otites                |
|  |                               |
|  | Dendrophorbium - Graphistylis |
|  |                               |

|  | "Indie occidentali" (Herodotia - Mattfeldia - Zemisia - Ekmaniopappus - Nesampelos - Elekmania - Ignurbia - Jacmaia - Odontocline) |
|  | |
|  | Antillanthus - Leonis - Lundinia - Oldfeltia - Herreranthus - Shafera                                                              |
|  | |
|  | Senecio stigophlebius |
|  | |

|  | Senecio otites                |
|  |                               |
|  | Dendrophorbium - Graphistylis |
|  |                               |

|  | "Indie occidentali" (Herodotia - Mattfeldia - Zemisia - Ekmaniopappus - Nesampelos - Elekmania - Ignurbia - Jacmaia - Odontocline) |
|  | |
|  | Antillanthus - Leonis - Lundinia - Oldfeltia - Herreranthus - Shafera                                                              |
|  | |
|  | Senecio stigophlebius |
|  | |

|  | \| \| Cineraria \| \| \| \| \| \| Bertilia - Bolandia - Stilpnogyne - Mesogramma \| \| \| \| |
|  |                                                                                              |
|  | Emilia - Pericallis - Packera                                                                |
|  |                                                                                              |
|  | Cineraria                                                                                    |
|  |                                                                                              |
|  | Bertilia - Bolandia - Stilpnogyne - Mesogramma                                               |
|  |                                                                                              |

|  | Cineraria                                      |
|  |                                                |
|  | Bertilia - Bolandia - Stilpnogyne - Mesogramma |
|  |                                                |

|  | Senecio pinifolius group                                   |
|  |                                                            |
|  | \| \| Bethencourtia \| \| \| \| \| \| Jacobaea \| \| \| \| |
|  |                                                            |
|  | Bethencourtia                                              |
|  |                                                            |
|  | Jacobaea                                                   |
|  |                                                            |

|  | Bethencourtia |
|  |               |
|  | Jacobaea      |
|  |               |

|  | Senecio pinifolius group                                   |
|  |                                                            |
|  | \| \| Bethencourtia \| \| \| \| \| \| Jacobaea \| \| \| \| |
|  |                                                            |
|  | Bethencourtia                                              |
|  |                                                            |
|  | Jacobaea                                                   |
|  |                                                            |

|  | Bethencourtia |
|  |               |
|  | Jacobaea      |
|  |               |

|  | Senecio arnaldii |
|  | |
|  | \| \| "Werneria group" (Misbrookea - Werneria) \| \| \| \| \| \| Charadranaetes - Dorobaea - Garcibarrigoa - Jessea - Pseudogynoxys - Talamancalia \| \| \| \| |
|  | |
|  | "Werneria group" (Misbrookea - Werneria) |
|  | |
|  | Charadranaetes - Dorobaea - Garcibarrigoa - Jessea - Pseudogynoxys - Talamancalia                                                                              |
|  | |

|  | "Werneria group" (Misbrookea - Werneria)                                          |
|  |                                                                                   |
|  | Charadranaetes - Dorobaea - Garcibarrigoa - Jessea - Pseudogynoxys - Talamancalia |
|  |                                                                                   |

|  | Senecio otites                |
|  |                               |
|  | Dendrophorbium - Graphistylis |
|  |                               |

|  | "Indie occidentali" (Herodotia - Mattfeldia - Zemisia - Ekmaniopappus - Nesampelos - Elekmania - Ignurbia - Jacmaia - Odontocline) |
|  | |
|  | Antillanthus - Leonis - Lundinia - Oldfeltia - Herreranthus - Shafera                                                              |
|  | |
|  | Senecio stigophlebius |
|  | |

|  | Senecio otites                |
|  |                               |
|  | Dendrophorbium - Graphistylis |
|  |                               |

|  | "Indie occidentali" (Herodotia - Mattfeldia - Zemisia - Ekmaniopappus - Nesampelos - Elekmania - Ignurbia - Jacmaia - Odontocline) |
|  | |
|  | Antillanthus - Leonis - Lundinia - Oldfeltia - Herreranthus - Shafera                                                              |
|  | |
|  | Senecio stigophlebius |
|  | |

|  | Senecio arnaldii |
|  | |
|  | \| \| "Werneria group" (Misbrookea - Werneria) \| \| \| \| \| \| Charadranaetes - Dorobaea - Garcibarrigoa - Jessea - Pseudogynoxys - Talamancalia \| \| \| \| |
|  | |
|  | "Werneria group" (Misbrookea - Werneria) |
|  | |
|  | Charadranaetes - Dorobaea - Garcibarrigoa - Jessea - Pseudogynoxys - Talamancalia                                                                              |
|  | |

|  | "Werneria group" (Misbrookea - Werneria)                                          |
|  |                                                                                   |
|  | Charadranaetes - Dorobaea - Garcibarrigoa - Jessea - Pseudogynoxys - Talamancalia |
|  |                                                                                   |

|  | Senecio otites                |
|  |                               |
|  | Dendrophorbium - Graphistylis |
|  |                               |

|  | "Indie occidentali" (Herodotia - Mattfeldia - Zemisia - Ekmaniopappus - Nesampelos - Elekmania - Ignurbia - Jacmaia - Odontocline) |
|  | |
|  | Antillanthus - Leonis - Lundinia - Oldfeltia - Herreranthus - Shafera                                                              |
|  | |
|  | Senecio stigophlebius |
|  | |

|  | Senecio otites                |
|  |                               |
|  | Dendrophorbium - Graphistylis |
|  |                               |

|  | "Indie occidentali" (Herodotia - Mattfeldia - Zemisia - Ekmaniopappus - Nesampelos - Elekmania - Ignurbia - Jacmaia - Odontocline) |
|  | |
|  | Antillanthus - Leonis - Lundinia - Oldfeltia - Herreranthus - Shafera                                                              |
|  | |
|  | Senecio stigophlebius |
|  | |

|  | Senecio pinifolius group                                   |
|  |                                                            |
|  | \| \| Bethencourtia \| \| \| \| \| \| Jacobaea \| \| \| \| |
|  |                                                            |
|  | Bethencourtia                                              |
|  |                                                            |
|  | Jacobaea                                                   |
|  |                                                            |

|  | Bethencourtia |
|  |               |
|  | Jacobaea      |
|  |               |

|  | Senecio pinifolius group                                   |
|  |                                                            |
|  | \| \| Bethencourtia \| \| \| \| \| \| Jacobaea \| \| \| \| |
|  |                                                            |
|  | Bethencourtia                                              |
|  |                                                            |
|  | Jacobaea                                                   |
|  |                                                            |

|  | Bethencourtia |
|  |               |
|  | Jacobaea      |
|  |               |

|  | Senecio arnaldii |
|  | |
|  | \| \| "Werneria group" (Misbrookea - Werneria) \| \| \| \| \| \| Charadranaetes - Dorobaea - Garcibarrigoa - Jessea - Pseudogynoxys - Talamancalia \| \| \| \| |
|  | |
|  | "Werneria group" (Misbrookea - Werneria) |
|  | |
|  | Charadranaetes - Dorobaea - Garcibarrigoa - Jessea - Pseudogynoxys - Talamancalia                                                                              |
|  | |

|  | "Werneria group" (Misbrookea - Werneria)                                          |
|  |                                                                                   |
|  | Charadranaetes - Dorobaea - Garcibarrigoa - Jessea - Pseudogynoxys - Talamancalia |
|  |                                                                                   |

|  | Senecio otites                |
|  |                               |
|  | Dendrophorbium - Graphistylis |
|  |                               |

|  | "Indie occidentali" (Herodotia - Mattfeldia - Zemisia - Ekmaniopappus - Nesampelos - Elekmania - Ignurbia - Jacmaia - Odontocline) |
|  | |
|  | Antillanthus - Leonis - Lundinia - Oldfeltia - Herreranthus - Shafera                                                              |
|  | |
|  | Senecio stigophlebius |
|  | |

|  | Senecio otites                |
|  |                               |
|  | Dendrophorbium - Graphistylis |
|  |                               |

|  | "Indie occidentali" (Herodotia - Mattfeldia - Zemisia - Ekmaniopappus - Nesampelos - Elekmania - Ignurbia - Jacmaia - Odontocline) |
|  | |
|  | Antillanthus - Leonis - Lundinia - Oldfeltia - Herreranthus - Shafera                                                              |
|  | |
|  | Senecio stigophlebius |
|  | |

|  | Senecio arnaldii |
|  | |
|  | \| \| "Werneria group" (Misbrookea - Werneria) \| \| \| \| \| \| Charadranaetes - Dorobaea - Garcibarrigoa - Jessea - Pseudogynoxys - Talamancalia \| \| \| \| |
|  | |
|  | "Werneria group" (Misbrookea - Werneria) |
|  | |
|  | Charadranaetes - Dorobaea - Garcibarrigoa - Jessea - Pseudogynoxys - Talamancalia                                                                              |
|  | |

|  | "Werneria group" (Misbrookea - Werneria)                                          |
|  |                                                                                   |
|  | Charadranaetes - Dorobaea - Garcibarrigoa - Jessea - Pseudogynoxys - Talamancalia |
|  |                                                                                   |

|  | Senecio otites                |
|  |                               |
|  | Dendrophorbium - Graphistylis |
|  |                               |

|  | "Indie occidentali" (Herodotia - Mattfeldia - Zemisia - Ekmaniopappus - Nesampelos - Elekmania - Ignurbia - Jacmaia - Odontocline) |
|  | |
|  | Antillanthus - Leonis - Lundinia - Oldfeltia - Herreranthus - Shafera                                                              |
|  | |
|  | Senecio stigophlebius |
|  | |

|  | Senecio otites                |
|  |                               |
|  | Dendrophorbium - Graphistylis |
|  |                               |

|  | "Indie occidentali" (Herodotia - Mattfeldia - Zemisia - Ekmaniopappus - Nesampelos - Elekmania - Ignurbia - Jacmaia - Odontocline) |
|  | |
|  | Antillanthus - Leonis - Lundinia - Oldfeltia - Herreranthus - Shafera                                                              |
|  | |
|  | Senecio stigophlebius |
|  | |

|  | Senecio melastomifolius group |
|  | |
|  | \| \| "Alleanza Curio" (Baculellum - Delairea - Curio) \| \| \| \| \| \| "Gynuroid clade" (Gynura - Kleinia - Solanecio) \| \| \| \| |
|  | |
|  | "Alleanza Curio" (Baculellum - Delairea - Curio)                                                                                     |
|  | |
|  | "Gynuroid clade" (Gynura - Kleinia - Solanecio)                                                                                      |
|  | |

|  | "Alleanza Curio" (Baculellum - Delairea - Curio) |
|  |                                                  |
|  | "Gynuroid clade" (Gynura - Kleinia - Solanecio)  |
|  |                                                  |

|  | Senecio melastomifolius group |
|  | |
|  | \| \| "Alleanza Curio" (Baculellum - Delairea - Curio) \| \| \| \| \| \| "Gynuroid clade" (Gynura - Kleinia - Solanecio) \| \| \| \| |
|  | |
|  | "Alleanza Curio" (Baculellum - Delairea - Curio)                                                                                     |
|  | |
|  | "Gynuroid clade" (Gynura - Kleinia - Solanecio)                                                                                      |
|  | |

|  | "Alleanza Curio" (Baculellum - Delairea - Curio) |
|  |                                                  |
|  | "Gynuroid clade" (Gynura - Kleinia - Solanecio)  |
|  |                                                  |

|  | \| \| Cineraria \| \| \| \| \| \| Bertilia - Bolandia - Stilpnogyne - Mesogramma \| \| \| \| |
|  |                                                                                              |
|  | Emilia - Pericallis - Packera                                                                |
|  |                                                                                              |
|  | Cineraria                                                                                    |
|  |                                                                                              |
|  | Bertilia - Bolandia - Stilpnogyne - Mesogramma                                               |
|  |                                                                                              |

|  | Cineraria                                      |
|  |                                                |
|  | Bertilia - Bolandia - Stilpnogyne - Mesogramma |
|  |                                                |

|  | Senecio pinifolius group                                   |
|  |                                                            |
|  | \| \| Bethencourtia \| \| \| \| \| \| Jacobaea \| \| \| \| |
|  |                                                            |
|  | Bethencourtia                                              |
|  |                                                            |
|  | Jacobaea                                                   |
|  |                                                            |

|  | Bethencourtia |
|  |               |
|  | Jacobaea      |
|  |               |

|  | Senecio pinifolius group                                   |
|  |                                                            |
|  | \| \| Bethencourtia \| \| \| \| \| \| Jacobaea \| \| \| \| |
|  |                                                            |
|  | Bethencourtia                                              |
|  |                                                            |
|  | Jacobaea                                                   |
|  |                                                            |

|  | Bethencourtia |
|  |               |
|  | Jacobaea      |
|  |               |

|  | Senecio arnaldii |
|  | |
|  | \| \| "Werneria group" (Misbrookea - Werneria) \| \| \| \| \| \| Charadranaetes - Dorobaea - Garcibarrigoa - Jessea - Pseudogynoxys - Talamancalia \| \| \| \| |
|  | |
|  | "Werneria group" (Misbrookea - Werneria) |
|  | |
|  | Charadranaetes - Dorobaea - Garcibarrigoa - Jessea - Pseudogynoxys - Talamancalia                                                                              |
|  | |

|  | "Werneria group" (Misbrookea - Werneria)                                          |
|  |                                                                                   |
|  | Charadranaetes - Dorobaea - Garcibarrigoa - Jessea - Pseudogynoxys - Talamancalia |
|  |                                                                                   |

|  | Senecio otites                |
|  |                               |
|  | Dendrophorbium - Graphistylis |
|  |                               |

|  | "Indie occidentali" (Herodotia - Mattfeldia - Zemisia - Ekmaniopappus - Nesampelos - Elekmania - Ignurbia - Jacmaia - Odontocline) |
|  | |
|  | Antillanthus - Leonis - Lundinia - Oldfeltia - Herreranthus - Shafera                                                              |
|  | |
|  | Senecio stigophlebius |
|  | |

|  | Senecio otites                |
|  |                               |
|  | Dendrophorbium - Graphistylis |
|  |                               |

|  | "Indie occidentali" (Herodotia - Mattfeldia - Zemisia - Ekmaniopappus - Nesampelos - Elekmania - Ignurbia - Jacmaia - Odontocline) |
|  | |
|  | Antillanthus - Leonis - Lundinia - Oldfeltia - Herreranthus - Shafera                                                              |
|  | |
|  | Senecio stigophlebius |
|  | |

|  | Senecio arnaldii |
|  | |
|  | \| \| "Werneria group" (Misbrookea - Werneria) \| \| \| \| \| \| Charadranaetes - Dorobaea - Garcibarrigoa - Jessea - Pseudogynoxys - Talamancalia \| \| \| \| |
|  | |
|  | "Werneria group" (Misbrookea - Werneria) |
|  | |
|  | Charadranaetes - Dorobaea - Garcibarrigoa - Jessea - Pseudogynoxys - Talamancalia                                                                              |
|  | |

|  | "Werneria group" (Misbrookea - Werneria)                                          |
|  |                                                                                   |
|  | Charadranaetes - Dorobaea - Garcibarrigoa - Jessea - Pseudogynoxys - Talamancalia |
|  |                                                                                   |

|  | Senecio otites                |
|  |                               |
|  | Dendrophorbium - Graphistylis |
|  |                               |

|  | "Indie occidentali" (Herodotia - Mattfeldia - Zemisia - Ekmaniopappus - Nesampelos - Elekmania - Ignurbia - Jacmaia - Odontocline) |
|  | |
|  | Antillanthus - Leonis - Lundinia - Oldfeltia - Herreranthus - Shafera                                                              |
|  | |
|  | Senecio stigophlebius |
|  | |

|  | Senecio otites                |
|  |                               |
|  | Dendrophorbium - Graphistylis |
|  |                               |

|  | "Indie occidentali" (Herodotia - Mattfeldia - Zemisia - Ekmaniopappus - Nesampelos - Elekmania - Ignurbia - Jacmaia - Odontocline) |
|  | |
|  | Antillanthus - Leonis - Lundinia - Oldfeltia - Herreranthus - Shafera                                                              |
|  | |
|  | Senecio stigophlebius |
|  | |

|  | Senecio pinifolius group                                   |
|  |                                                            |
|  | \| \| Bethencourtia \| \| \| \| \| \| Jacobaea \| \| \| \| |
|  |                                                            |
|  | Bethencourtia                                              |
|  |                                                            |
|  | Jacobaea                                                   |
|  |                                                            |

|  | Bethencourtia |
|  |               |
|  | Jacobaea      |
|  |               |

|  | Senecio pinifolius group                                   |
|  |                                                            |
|  | \| \| Bethencourtia \| \| \| \| \| \| Jacobaea \| \| \| \| |
|  |                                                            |
|  | Bethencourtia                                              |
|  |                                                            |
|  | Jacobaea                                                   |
|  |                                                            |

|  | Bethencourtia |
|  |               |
|  | Jacobaea      |
|  |               |

|  | Senecio arnaldii |
|  | |
|  | \| \| "Werneria group" (Misbrookea - Werneria) \| \| \| \| \| \| Charadranaetes - Dorobaea - Garcibarrigoa - Jessea - Pseudogynoxys - Talamancalia \| \| \| \| |
|  | |
|  | "Werneria group" (Misbrookea - Werneria) |
|  | |
|  | Charadranaetes - Dorobaea - Garcibarrigoa - Jessea - Pseudogynoxys - Talamancalia                                                                              |
|  | |

|  | "Werneria group" (Misbrookea - Werneria)                                          |
|  |                                                                                   |
|  | Charadranaetes - Dorobaea - Garcibarrigoa - Jessea - Pseudogynoxys - Talamancalia |
|  |                                                                                   |

|  | Senecio otites                |
|  |                               |
|  | Dendrophorbium - Graphistylis |
|  |                               |

|  | "Indie occidentali" (Herodotia - Mattfeldia - Zemisia - Ekmaniopappus - Nesampelos - Elekmania - Ignurbia - Jacmaia - Odontocline) |
|  | |
|  | Antillanthus - Leonis - Lundinia - Oldfeltia - Herreranthus - Shafera                                                              |
|  | |
|  | Senecio stigophlebius |
|  | |

|  | Senecio otites                |
|  |                               |
|  | Dendrophorbium - Graphistylis |
|  |                               |

|  | "Indie occidentali" (Herodotia - Mattfeldia - Zemisia - Ekmaniopappus - Nesampelos - Elekmania - Ignurbia - Jacmaia - Odontocline) |
|  | |
|  | Antillanthus - Leonis - Lundinia - Oldfeltia - Herreranthus - Shafera                                                              |
|  | |
|  | Senecio stigophlebius |
|  | |

|  | Senecio arnaldii |
|  | |
|  | \| \| "Werneria group" (Misbrookea - Werneria) \| \| \| \| \| \| Charadranaetes - Dorobaea - Garcibarrigoa - Jessea - Pseudogynoxys - Talamancalia \| \| \| \| |
|  | |
|  | "Werneria group" (Misbrookea - Werneria) |
|  | |
|  | Charadranaetes - Dorobaea - Garcibarrigoa - Jessea - Pseudogynoxys - Talamancalia                                                                              |
|  | |

|  | "Werneria group" (Misbrookea - Werneria)                                          |
|  |                                                                                   |
|  | Charadranaetes - Dorobaea - Garcibarrigoa - Jessea - Pseudogynoxys - Talamancalia |
|  |                                                                                   |

|  | Senecio otites                |
|  |                               |
|  | Dendrophorbium - Graphistylis |
|  |                               |

|  | "Indie occidentali" (Herodotia - Mattfeldia - Zemisia - Ekmaniopappus - Nesampelos - Elekmania - Ignurbia - Jacmaia - Odontocline) |
|  | |
|  | Antillanthus - Leonis - Lundinia - Oldfeltia - Herreranthus - Shafera                                                              |
|  | |
|  | Senecio stigophlebius |
|  | |

|  | Senecio otites                |
|  |                               |
|  | Dendrophorbium - Graphistylis |
|  |                               |

|  | "Indie occidentali" (Herodotia - Mattfeldia - Zemisia - Ekmaniopappus - Nesampelos - Elekmania - Ignurbia - Jacmaia - Odontocline) |
|  | |
|  | Antillanthus - Leonis - Lundinia - Oldfeltia - Herreranthus - Shafera                                                              |
|  | |
|  | Senecio stigophlebius |
|  | |

|  | \| \| Cineraria \| \| \| \| \| \| Bertilia - Bolandia - Stilpnogyne - Mesogramma \| \| \| \| |
|  |                                                                                              |
|  | Emilia - Pericallis - Packera                                                                |
|  |                                                                                              |
|  | Cineraria                                                                                    |
|  |                                                                                              |
|  | Bertilia - Bolandia - Stilpnogyne - Mesogramma                                               |
|  |                                                                                              |

|  | Cineraria                                      |
|  |                                                |
|  | Bertilia - Bolandia - Stilpnogyne - Mesogramma |
|  |                                                |

|  | Senecio pinifolius group                                   |
|  |                                                            |
|  | \| \| Bethencourtia \| \| \| \| \| \| Jacobaea \| \| \| \| |
|  |                                                            |
|  | Bethencourtia                                              |
|  |                                                            |
|  | Jacobaea                                                   |
|  |                                                            |

|  | Bethencourtia |
|  |               |
|  | Jacobaea      |
|  |               |

|  | Senecio pinifolius group                                   |
|  |                                                            |
|  | \| \| Bethencourtia \| \| \| \| \| \| Jacobaea \| \| \| \| |
|  |                                                            |
|  | Bethencourtia                                              |
|  |                                                            |
|  | Jacobaea                                                   |
|  |                                                            |

|  | Bethencourtia |
|  |               |
|  | Jacobaea      |
|  |               |

|  | Senecio arnaldii |
|  | |
|  | \| \| "Werneria group" (Misbrookea - Werneria) \| \| \| \| \| \| Charadranaetes - Dorobaea - Garcibarrigoa - Jessea - Pseudogynoxys - Talamancalia \| \| \| \| |
|  | |
|  | "Werneria group" (Misbrookea - Werneria) |
|  | |
|  | Charadranaetes - Dorobaea - Garcibarrigoa - Jessea - Pseudogynoxys - Talamancalia                                                                              |
|  | |

|  | "Werneria group" (Misbrookea - Werneria)                                          |
|  |                                                                                   |
|  | Charadranaetes - Dorobaea - Garcibarrigoa - Jessea - Pseudogynoxys - Talamancalia |
|  |                                                                                   |

|  | Senecio otites                |
|  |                               |
|  | Dendrophorbium - Graphistylis |
|  |                               |

|  | "Indie occidentali" (Herodotia - Mattfeldia - Zemisia - Ekmaniopappus - Nesampelos - Elekmania - Ignurbia - Jacmaia - Odontocline) |
|  | |
|  | Antillanthus - Leonis - Lundinia - Oldfeltia - Herreranthus - Shafera                                                              |
|  | |
|  | Senecio stigophlebius |
|  | |

|  | Senecio otites                |
|  |                               |
|  | Dendrophorbium - Graphistylis |
|  |                               |

|  | "Indie occidentali" (Herodotia - Mattfeldia - Zemisia - Ekmaniopappus - Nesampelos - Elekmania - Ignurbia - Jacmaia - Odontocline) |
|  | |
|  | Antillanthus - Leonis - Lundinia - Oldfeltia - Herreranthus - Shafera                                                              |
|  | |
|  | Senecio stigophlebius |
|  | |

|  | Senecio arnaldii |
|  | |
|  | \| \| "Werneria group" (Misbrookea - Werneria) \| \| \| \| \| \| Charadranaetes - Dorobaea - Garcibarrigoa - Jessea - Pseudogynoxys - Talamancalia \| \| \| \| |
|  | |
|  | "Werneria group" (Misbrookea - Werneria) |
|  | |
|  | Charadranaetes - Dorobaea - Garcibarrigoa - Jessea - Pseudogynoxys - Talamancalia                                                                              |
|  | |

|  | "Werneria group" (Misbrookea - Werneria)                                          |
|  |                                                                                   |
|  | Charadranaetes - Dorobaea - Garcibarrigoa - Jessea - Pseudogynoxys - Talamancalia |
|  |                                                                                   |

|  | Senecio otites                |
|  |                               |
|  | Dendrophorbium - Graphistylis |
|  |                               |

|  | "Indie occidentali" (Herodotia - Mattfeldia - Zemisia - Ekmaniopappus - Nesampelos - Elekmania - Ignurbia - Jacmaia - Odontocline) |
|  | |
|  | Antillanthus - Leonis - Lundinia - Oldfeltia - Herreranthus - Shafera                                                              |
|  | |
|  | Senecio stigophlebius |
|  | |

|  | Senecio otites                |
|  |                               |
|  | Dendrophorbium - Graphistylis |
|  |                               |

|  | "Indie occidentali" (Herodotia - Mattfeldia - Zemisia - Ekmaniopappus - Nesampelos - Elekmania - Ignurbia - Jacmaia - Odontocline) |
|  | |
|  | Antillanthus - Leonis - Lundinia - Oldfeltia - Herreranthus - Shafera                                                              |
|  | |
|  | Senecio stigophlebius |
|  | |

|  | Senecio pinifolius group                                   |
|  |                                                            |
|  | \| \| Bethencourtia \| \| \| \| \| \| Jacobaea \| \| \| \| |
|  |                                                            |
|  | Bethencourtia                                              |
|  |                                                            |
|  | Jacobaea                                                   |
|  |                                                            |

|  | Bethencourtia |
|  |               |
|  | Jacobaea      |
|  |               |

|  | Senecio pinifolius group                                   |
|  |                                                            |
|  | \| \| Bethencourtia \| \| \| \| \| \| Jacobaea \| \| \| \| |
|  |                                                            |
|  | Bethencourtia                                              |
|  |                                                            |
|  | Jacobaea                                                   |
|  |                                                            |

|  | Bethencourtia |
|  |               |
|  | Jacobaea      |
|  |               |

|  | Senecio arnaldii |
|  | |
|  | \| \| "Werneria group" (Misbrookea - Werneria) \| \| \| \| \| \| Charadranaetes - Dorobaea - Garcibarrigoa - Jessea - Pseudogynoxys - Talamancalia \| \| \| \| |
|  | |
|  | "Werneria group" (Misbrookea - Werneria) |
|  | |
|  | Charadranaetes - Dorobaea - Garcibarrigoa - Jessea - Pseudogynoxys - Talamancalia                                                                              |
|  | |

|  | "Werneria group" (Misbrookea - Werneria)                                          |
|  |                                                                                   |
|  | Charadranaetes - Dorobaea - Garcibarrigoa - Jessea - Pseudogynoxys - Talamancalia |
|  |                                                                                   |

|  | Senecio otites                |
|  |                               |
|  | Dendrophorbium - Graphistylis |
|  |                               |

|  | "Indie occidentali" (Herodotia - Mattfeldia - Zemisia - Ekmaniopappus - Nesampelos - Elekmania - Ignurbia - Jacmaia - Odontocline) |
|  | |
|  | Antillanthus - Leonis - Lundinia - Oldfeltia - Herreranthus - Shafera                                                              |
|  | |
|  | Senecio stigophlebius |
|  | |

|  | Senecio otites                |
|  |                               |
|  | Dendrophorbium - Graphistylis |
|  |                               |

|  | "Indie occidentali" (Herodotia - Mattfeldia - Zemisia - Ekmaniopappus - Nesampelos - Elekmania - Ignurbia - Jacmaia - Odontocline) |
|  | |
|  | Antillanthus - Leonis - Lundinia - Oldfeltia - Herreranthus - Shafera                                                              |
|  | |
|  | Senecio stigophlebius |
|  | |

|  | Senecio arnaldii |
|  | |
|  | \| \| "Werneria group" (Misbrookea - Werneria) \| \| \| \| \| \| Charadranaetes - Dorobaea - Garcibarrigoa - Jessea - Pseudogynoxys - Talamancalia \| \| \| \| |
|  | |
|  | "Werneria group" (Misbrookea - Werneria) |
|  | |
|  | Charadranaetes - Dorobaea - Garcibarrigoa - Jessea - Pseudogynoxys - Talamancalia                                                                              |
|  | |

|  | "Werneria group" (Misbrookea - Werneria)                                          |
|  |                                                                                   |
|  | Charadranaetes - Dorobaea - Garcibarrigoa - Jessea - Pseudogynoxys - Talamancalia |
|  |                                                                                   |

|  | Senecio otites                |
|  |                               |
|  | Dendrophorbium - Graphistylis |
|  |                               |

|  | "Indie occidentali" (Herodotia - Mattfeldia - Zemisia - Ekmaniopappus - Nesampelos - Elekmania - Ignurbia - Jacmaia - Odontocline) |
|  | |
|  | Antillanthus - Leonis - Lundinia - Oldfeltia - Herreranthus - Shafera                                                              |
|  | |
|  | Senecio stigophlebius |
|  | |

|  | Senecio otites                |
|  |                               |
|  | Dendrophorbium - Graphistylis |
|  |                               |

|  | "Indie occidentali" (Herodotia - Mattfeldia - Zemisia - Ekmaniopappus - Nesampelos - Elekmania - Ignurbia - Jacmaia - Odontocline) |
|  | |
|  | Antillanthus - Leonis - Lundinia - Oldfeltia - Herreranthus - Shafera                                                              |
|  | |
|  | Senecio stigophlebius |
|  | |

|  | Senecio melastomifolius group |
|  | |
|  | \| \| "Alleanza Curio" (Baculellum - Delairea - Curio) \| \| \| \| \| \| "Gynuroid clade" (Gynura - Kleinia - Solanecio) \| \| \| \| |
|  | |
|  | "Alleanza Curio" (Baculellum - Delairea - Curio)                                                                                     |
|  | |
|  | "Gynuroid clade" (Gynura - Kleinia - Solanecio)                                                                                      |
|  | |

|  | "Alleanza Curio" (Baculellum - Delairea - Curio) |
|  |                                                  |
|  | "Gynuroid clade" (Gynura - Kleinia - Solanecio)  |
|  |                                                  |

|  | Senecio melastomifolius group |
|  | |
|  | \| \| "Alleanza Curio" (Baculellum - Delairea - Curio) \| \| \| \| \| \| "Gynuroid clade" (Gynura - Kleinia - Solanecio) \| \| \| \| |
|  | |
|  | "Alleanza Curio" (Baculellum - Delairea - Curio)                                                                                     |
|  | |
|  | "Gynuroid clade" (Gynura - Kleinia - Solanecio)                                                                                      |
|  | |

|  | "Alleanza Curio" (Baculellum - Delairea - Curio) |
|  |                                                  |
|  | "Gynuroid clade" (Gynura - Kleinia - Solanecio)  |
|  |                                                  |

|  | \| \| Cineraria \| \| \| \| \| \| Bertilia - Bolandia - Stilpnogyne - Mesogramma \| \| \| \| |
|  |                                                                                              |
|  | Emilia - Pericallis - Packera                                                                |
|  |                                                                                              |
|  | Cineraria                                                                                    |
|  |                                                                                              |
|  | Bertilia - Bolandia - Stilpnogyne - Mesogramma                                               |
|  |                                                                                              |

|  | Cineraria                                      |
|  |                                                |
|  | Bertilia - Bolandia - Stilpnogyne - Mesogramma |
|  |                                                |

|  | Senecio pinifolius group                                   |
|  |                                                            |
|  | \| \| Bethencourtia \| \| \| \| \| \| Jacobaea \| \| \| \| |
|  |                                                            |
|  | Bethencourtia                                              |
|  |                                                            |
|  | Jacobaea                                                   |
|  |                                                            |

|  | Bethencourtia |
|  |               |
|  | Jacobaea      |
|  |               |

|  | Senecio pinifolius group                                   |
|  |                                                            |
|  | \| \| Bethencourtia \| \| \| \| \| \| Jacobaea \| \| \| \| |
|  |                                                            |
|  | Bethencourtia                                              |
|  |                                                            |
|  | Jacobaea                                                   |
|  |                                                            |

|  | Bethencourtia |
|  |               |
|  | Jacobaea      |
|  |               |

|  | Senecio arnaldii |
|  | |
|  | \| \| "Werneria group" (Misbrookea - Werneria) \| \| \| \| \| \| Charadranaetes - Dorobaea - Garcibarrigoa - Jessea - Pseudogynoxys - Talamancalia \| \| \| \| |
|  | |
|  | "Werneria group" (Misbrookea - Werneria) |
|  | |
|  | Charadranaetes - Dorobaea - Garcibarrigoa - Jessea - Pseudogynoxys - Talamancalia                                                                              |
|  | |

|  | "Werneria group" (Misbrookea - Werneria)                                          |
|  |                                                                                   |
|  | Charadranaetes - Dorobaea - Garcibarrigoa - Jessea - Pseudogynoxys - Talamancalia |
|  |                                                                                   |

|  | Senecio otites                |
|  |                               |
|  | Dendrophorbium - Graphistylis |
|  |                               |

|  | "Indie occidentali" (Herodotia - Mattfeldia - Zemisia - Ekmaniopappus - Nesampelos - Elekmania - Ignurbia - Jacmaia - Odontocline) |
|  | |
|  | Antillanthus - Leonis - Lundinia - Oldfeltia - Herreranthus - Shafera                                                              |
|  | |
|  | Senecio stigophlebius |
|  | |

|  | Senecio otites                |
|  |                               |
|  | Dendrophorbium - Graphistylis |
|  |                               |

|  | "Indie occidentali" (Herodotia - Mattfeldia - Zemisia - Ekmaniopappus - Nesampelos - Elekmania - Ignurbia - Jacmaia - Odontocline) |
|  | |
|  | Antillanthus - Leonis - Lundinia - Oldfeltia - Herreranthus - Shafera                                                              |
|  | |
|  | Senecio stigophlebius |
|  | |

|  | Senecio arnaldii |
|  | |
|  | \| \| "Werneria group" (Misbrookea - Werneria) \| \| \| \| \| \| Charadranaetes - Dorobaea - Garcibarrigoa - Jessea - Pseudogynoxys - Talamancalia \| \| \| \| |
|  | |
|  | "Werneria group" (Misbrookea - Werneria) |
|  | |
|  | Charadranaetes - Dorobaea - Garcibarrigoa - Jessea - Pseudogynoxys - Talamancalia                                                                              |
|  | |

|  | "Werneria group" (Misbrookea - Werneria)                                          |
|  |                                                                                   |
|  | Charadranaetes - Dorobaea - Garcibarrigoa - Jessea - Pseudogynoxys - Talamancalia |
|  |                                                                                   |

|  | Senecio otites                |
|  |                               |
|  | Dendrophorbium - Graphistylis |
|  |                               |

|  | "Indie occidentali" (Herodotia - Mattfeldia - Zemisia - Ekmaniopappus - Nesampelos - Elekmania - Ignurbia - Jacmaia - Odontocline) |
|  | |
|  | Antillanthus - Leonis - Lundinia - Oldfeltia - Herreranthus - Shafera                                                              |
|  | |
|  | Senecio stigophlebius |
|  | |

|  | Senecio otites                |
|  |                               |
|  | Dendrophorbium - Graphistylis |
|  |                               |

|  | "Indie occidentali" (Herodotia - Mattfeldia - Zemisia - Ekmaniopappus - Nesampelos - Elekmania - Ignurbia - Jacmaia - Odontocline) |
|  | |
|  | Antillanthus - Leonis - Lundinia - Oldfeltia - Herreranthus - Shafera                                                              |
|  | |
|  | Senecio stigophlebius |
|  | |

|  | Senecio pinifolius group                                   |
|  |                                                            |
|  | \| \| Bethencourtia \| \| \| \| \| \| Jacobaea \| \| \| \| |
|  |                                                            |
|  | Bethencourtia                                              |
|  |                                                            |
|  | Jacobaea                                                   |
|  |                                                            |

|  | Bethencourtia |
|  |               |
|  | Jacobaea      |
|  |               |

|  | Senecio pinifolius group                                   |
|  |                                                            |
|  | \| \| Bethencourtia \| \| \| \| \| \| Jacobaea \| \| \| \| |
|  |                                                            |
|  | Bethencourtia                                              |
|  |                                                            |
|  | Jacobaea                                                   |
|  |                                                            |

|  | Bethencourtia |
|  |               |
|  | Jacobaea      |
|  |               |

|  | Senecio arnaldii |
|  | |
|  | \| \| "Werneria group" (Misbrookea - Werneria) \| \| \| \| \| \| Charadranaetes - Dorobaea - Garcibarrigoa - Jessea - Pseudogynoxys - Talamancalia \| \| \| \| |
|  | |
|  | "Werneria group" (Misbrookea - Werneria) |
|  | |
|  | Charadranaetes - Dorobaea - Garcibarrigoa - Jessea - Pseudogynoxys - Talamancalia                                                                              |
|  | |

|  | "Werneria group" (Misbrookea - Werneria)                                          |
|  |                                                                                   |
|  | Charadranaetes - Dorobaea - Garcibarrigoa - Jessea - Pseudogynoxys - Talamancalia |
|  |                                                                                   |

|  | Senecio otites                |
|  |                               |
|  | Dendrophorbium - Graphistylis |
|  |                               |

|  | "Indie occidentali" (Herodotia - Mattfeldia - Zemisia - Ekmaniopappus - Nesampelos - Elekmania - Ignurbia - Jacmaia - Odontocline) |
|  | |
|  | Antillanthus - Leonis - Lundinia - Oldfeltia - Herreranthus - Shafera                                                              |
|  | |
|  | Senecio stigophlebius |
|  | |

|  | Senecio otites                |
|  |                               |
|  | Dendrophorbium - Graphistylis |
|  |                               |

|  | "Indie occidentali" (Herodotia - Mattfeldia - Zemisia - Ekmaniopappus - Nesampelos - Elekmania - Ignurbia - Jacmaia - Odontocline) |
|  | |
|  | Antillanthus - Leonis - Lundinia - Oldfeltia - Herreranthus - Shafera                                                              |
|  | |
|  | Senecio stigophlebius |
|  | |

|  | Senecio arnaldii |
|  | |
|  | \| \| "Werneria group" (Misbrookea - Werneria) \| \| \| \| \| \| Charadranaetes - Dorobaea - Garcibarrigoa - Jessea - Pseudogynoxys - Talamancalia \| \| \| \| |
|  | |
|  | "Werneria group" (Misbrookea - Werneria) |
|  | |
|  | Charadranaetes - Dorobaea - Garcibarrigoa - Jessea - Pseudogynoxys - Talamancalia                                                                              |
|  | |

|  | "Werneria group" (Misbrookea - Werneria)                                          |
|  |                                                                                   |
|  | Charadranaetes - Dorobaea - Garcibarrigoa - Jessea - Pseudogynoxys - Talamancalia |
|  |                                                                                   |

|  | Senecio otites                |
|  |                               |
|  | Dendrophorbium - Graphistylis |
|  |                               |

|  | "Indie occidentali" (Herodotia - Mattfeldia - Zemisia - Ekmaniopappus - Nesampelos - Elekmania - Ignurbia - Jacmaia - Odontocline) |
|  | |
|  | Antillanthus - Leonis - Lundinia - Oldfeltia - Herreranthus - Shafera                                                              |
|  | |
|  | Senecio stigophlebius |
|  | |

|  | Senecio otites                |
|  |                               |
|  | Dendrophorbium - Graphistylis |
|  |                               |

|  | "Indie occidentali" (Herodotia - Mattfeldia - Zemisia - Ekmaniopappus - Nesampelos - Elekmania - Ignurbia - Jacmaia - Odontocline) |
|  | |
|  | Antillanthus - Leonis - Lundinia - Oldfeltia - Herreranthus - Shafera                                                              |
|  | |
|  | Senecio stigophlebius |
|  | |

|  | \| \| Cineraria \| \| \| \| \| \| Bertilia - Bolandia - Stilpnogyne - Mesogramma \| \| \| \| |
|  |                                                                                              |
|  | Emilia - Pericallis - Packera                                                                |
|  |                                                                                              |
|  | Cineraria                                                                                    |
|  |                                                                                              |
|  | Bertilia - Bolandia - Stilpnogyne - Mesogramma                                               |
|  |                                                                                              |

|  | Cineraria                                      |
|  |                                                |
|  | Bertilia - Bolandia - Stilpnogyne - Mesogramma |
|  |                                                |

|  | Senecio pinifolius group                                   |
|  |                                                            |
|  | \| \| Bethencourtia \| \| \| \| \| \| Jacobaea \| \| \| \| |
|  |                                                            |
|  | Bethencourtia                                              |
|  |                                                            |
|  | Jacobaea                                                   |
|  |                                                            |

|  | Bethencourtia |
|  |               |
|  | Jacobaea      |
|  |               |

|  | Senecio pinifolius group                                   |
|  |                                                            |
|  | \| \| Bethencourtia \| \| \| \| \| \| Jacobaea \| \| \| \| |
|  |                                                            |
|  | Bethencourtia                                              |
|  |                                                            |
|  | Jacobaea                                                   |
|  |                                                            |

|  | Bethencourtia |
|  |               |
|  | Jacobaea      |
|  |               |

|  | Senecio arnaldii |
|  | |
|  | \| \| "Werneria group" (Misbrookea - Werneria) \| \| \| \| \| \| Charadranaetes - Dorobaea - Garcibarrigoa - Jessea - Pseudogynoxys - Talamancalia \| \| \| \| |
|  | |
|  | "Werneria group" (Misbrookea - Werneria) |
|  | |
|  | Charadranaetes - Dorobaea - Garcibarrigoa - Jessea - Pseudogynoxys - Talamancalia                                                                              |
|  | |

|  | "Werneria group" (Misbrookea - Werneria)                                          |
|  |                                                                                   |
|  | Charadranaetes - Dorobaea - Garcibarrigoa - Jessea - Pseudogynoxys - Talamancalia |
|  |                                                                                   |

|  | Senecio otites                |
|  |                               |
|  | Dendrophorbium - Graphistylis |
|  |                               |

|  | "Indie occidentali" (Herodotia - Mattfeldia - Zemisia - Ekmaniopappus - Nesampelos - Elekmania - Ignurbia - Jacmaia - Odontocline) |
|  | |
|  | Antillanthus - Leonis - Lundinia - Oldfeltia - Herreranthus - Shafera                                                              |
|  | |
|  | Senecio stigophlebius |
|  | |

|  | Senecio otites                |
|  |                               |
|  | Dendrophorbium - Graphistylis |
|  |                               |

|  | "Indie occidentali" (Herodotia - Mattfeldia - Zemisia - Ekmaniopappus - Nesampelos - Elekmania - Ignurbia - Jacmaia - Odontocline) |
|  | |
|  | Antillanthus - Leonis - Lundinia - Oldfeltia - Herreranthus - Shafera                                                              |
|  | |
|  | Senecio stigophlebius |
|  | |

|  | Senecio arnaldii |
|  | |
|  | \| \| "Werneria group" (Misbrookea - Werneria) \| \| \| \| \| \| Charadranaetes - Dorobaea - Garcibarrigoa - Jessea - Pseudogynoxys - Talamancalia \| \| \| \| |
|  | |
|  | "Werneria group" (Misbrookea - Werneria) |
|  | |
|  | Charadranaetes - Dorobaea - Garcibarrigoa - Jessea - Pseudogynoxys - Talamancalia                                                                              |
|  | |

|  | "Werneria group" (Misbrookea - Werneria)                                          |
|  |                                                                                   |
|  | Charadranaetes - Dorobaea - Garcibarrigoa - Jessea - Pseudogynoxys - Talamancalia |
|  |                                                                                   |

|  | Senecio otites                |
|  |                               |
|  | Dendrophorbium - Graphistylis |
|  |                               |

|  | "Indie occidentali" (Herodotia - Mattfeldia - Zemisia - Ekmaniopappus - Nesampelos - Elekmania - Ignurbia - Jacmaia - Odontocline) |
|  | |
|  | Antillanthus - Leonis - Lundinia - Oldfeltia - Herreranthus - Shafera                                                              |
|  | |
|  | Senecio stigophlebius |
|  | |

|  | Senecio otites                |
|  |                               |
|  | Dendrophorbium - Graphistylis |
|  |                               |

|  | "Indie occidentali" (Herodotia - Mattfeldia - Zemisia - Ekmaniopappus - Nesampelos - Elekmania - Ignurbia - Jacmaia - Odontocline) |
|  | |
|  | Antillanthus - Leonis - Lundinia - Oldfeltia - Herreranthus - Shafera                                                              |
|  | |
|  | Senecio stigophlebius |
|  | |

|  | Senecio pinifolius group                                   |
|  |                                                            |
|  | \| \| Bethencourtia \| \| \| \| \| \| Jacobaea \| \| \| \| |
|  |                                                            |
|  | Bethencourtia                                              |
|  |                                                            |
|  | Jacobaea                                                   |
|  |                                                            |

|  | Bethencourtia |
|  |               |
|  | Jacobaea      |
|  |               |

|  | Senecio pinifolius group                                   |
|  |                                                            |
|  | \| \| Bethencourtia \| \| \| \| \| \| Jacobaea \| \| \| \| |
|  |                                                            |
|  | Bethencourtia                                              |
|  |                                                            |
|  | Jacobaea                                                   |
|  |                                                            |

|  | Bethencourtia |
|  |               |
|  | Jacobaea      |
|  |               |

|  | Senecio arnaldii |
|  | |
|  | \| \| "Werneria group" (Misbrookea - Werneria) \| \| \| \| \| \| Charadranaetes - Dorobaea - Garcibarrigoa - Jessea - Pseudogynoxys - Talamancalia \| \| \| \| |
|  | |
|  | "Werneria group" (Misbrookea - Werneria) |
|  | |
|  | Charadranaetes - Dorobaea - Garcibarrigoa - Jessea - Pseudogynoxys - Talamancalia                                                                              |
|  | |

|  | "Werneria group" (Misbrookea - Werneria)                                          |
|  |                                                                                   |
|  | Charadranaetes - Dorobaea - Garcibarrigoa - Jessea - Pseudogynoxys - Talamancalia |
|  |                                                                                   |

|  | Senecio otites                |
|  |                               |
|  | Dendrophorbium - Graphistylis |
|  |                               |

|  | "Indie occidentali" (Herodotia - Mattfeldia - Zemisia - Ekmaniopappus - Nesampelos - Elekmania - Ignurbia - Jacmaia - Odontocline) |
|  | |
|  | Antillanthus - Leonis - Lundinia - Oldfeltia - Herreranthus - Shafera                                                              |
|  | |
|  | Senecio stigophlebius |
|  | |

|  | Senecio otites                |
|  |                               |
|  | Dendrophorbium - Graphistylis |
|  |                               |

|  | "Indie occidentali" (Herodotia - Mattfeldia - Zemisia - Ekmaniopappus - Nesampelos - Elekmania - Ignurbia - Jacmaia - Odontocline) |
|  | |
|  | Antillanthus - Leonis - Lundinia - Oldfeltia - Herreranthus - Shafera                                                              |
|  | |
|  | Senecio stigophlebius |
|  | |

|  | Senecio arnaldii |
|  | |
|  | \| \| "Werneria group" (Misbrookea - Werneria) \| \| \| \| \| \| Charadranaetes - Dorobaea - Garcibarrigoa - Jessea - Pseudogynoxys - Talamancalia \| \| \| \| |
|  | |
|  | "Werneria group" (Misbrookea - Werneria) |
|  | |
|  | Charadranaetes - Dorobaea - Garcibarrigoa - Jessea - Pseudogynoxys - Talamancalia                                                                              |
|  | |

|  | "Werneria group" (Misbrookea - Werneria)                                          |
|  |                                                                                   |
|  | Charadranaetes - Dorobaea - Garcibarrigoa - Jessea - Pseudogynoxys - Talamancalia |
|  |                                                                                   |

|  | Senecio otites                |
|  |                               |
|  | Dendrophorbium - Graphistylis |
|  |                               |

|  | "Indie occidentali" (Herodotia - Mattfeldia - Zemisia - Ekmaniopappus - Nesampelos - Elekmania - Ignurbia - Jacmaia - Odontocline) |
|  | |
|  | Antillanthus - Leonis - Lundinia - Oldfeltia - Herreranthus - Shafera                                                              |
|  | |
|  | Senecio stigophlebius |
|  | |

|  | Senecio otites                |
|  |                               |
|  | Dendrophorbium - Graphistylis |
|  |                               |

|  | "Indie occidentali" (Herodotia - Mattfeldia - Zemisia - Ekmaniopappus - Nesampelos - Elekmania - Ignurbia - Jacmaia - Odontocline) |
|  | |
|  | Antillanthus - Leonis - Lundinia - Oldfeltia - Herreranthus - Shafera                                                              |
|  | |
|  | Senecio stigophlebius |
|  | |

|  | Senecio melastomifolius group |
|  | |
|  | \| \| "Alleanza Curio" (Baculellum - Delairea - Curio) \| \| \| \| \| \| "Gynuroid clade" (Gynura - Kleinia - Solanecio) \| \| \| \| |
|  | |
|  | "Alleanza Curio" (Baculellum - Delairea - Curio)                                                                                     |
|  | |
|  | "Gynuroid clade" (Gynura - Kleinia - Solanecio)                                                                                      |
|  | |

|  | "Alleanza Curio" (Baculellum - Delairea - Curio) |
|  |                                                  |
|  | "Gynuroid clade" (Gynura - Kleinia - Solanecio)  |
|  |                                                  |

|  | Senecio melastomifolius group |
|  | |
|  | \| \| "Alleanza Curio" (Baculellum - Delairea - Curio) \| \| \| \| \| \| "Gynuroid clade" (Gynura - Kleinia - Solanecio) \| \| \| \| |
|  | |
|  | "Alleanza Curio" (Baculellum - Delairea - Curio)                                                                                     |
|  | |
|  | "Gynuroid clade" (Gynura - Kleinia - Solanecio)                                                                                      |
|  | |

|  | "Alleanza Curio" (Baculellum - Delairea - Curio) |
|  |                                                  |
|  | "Gynuroid clade" (Gynura - Kleinia - Solanecio)  |
|  |                                                  |

|  | \| \| Cineraria \| \| \| \| \| \| Bertilia - Bolandia - Stilpnogyne - Mesogramma \| \| \| \| |
|  |                                                                                              |
|  | Emilia - Pericallis - Packera                                                                |
|  |                                                                                              |
|  | Cineraria                                                                                    |
|  |                                                                                              |
|  | Bertilia - Bolandia - Stilpnogyne - Mesogramma                                               |
|  |                                                                                              |

|  | Cineraria                                      |
|  |                                                |
|  | Bertilia - Bolandia - Stilpnogyne - Mesogramma |
|  |                                                |

|  | Senecio pinifolius group                                   |
|  |                                                            |
|  | \| \| Bethencourtia \| \| \| \| \| \| Jacobaea \| \| \| \| |
|  |                                                            |
|  | Bethencourtia                                              |
|  |                                                            |
|  | Jacobaea                                                   |
|  |                                                            |

|  | Bethencourtia |
|  |               |
|  | Jacobaea      |
|  |               |

|  | Senecio pinifolius group                                   |
|  |                                                            |
|  | \| \| Bethencourtia \| \| \| \| \| \| Jacobaea \| \| \| \| |
|  |                                                            |
|  | Bethencourtia                                              |
|  |                                                            |
|  | Jacobaea                                                   |
|  |                                                            |

|  | Bethencourtia |
|  |               |
|  | Jacobaea      |
|  |               |

|  | Senecio arnaldii |
|  | |
|  | \| \| "Werneria group" (Misbrookea - Werneria) \| \| \| \| \| \| Charadranaetes - Dorobaea - Garcibarrigoa - Jessea - Pseudogynoxys - Talamancalia \| \| \| \| |
|  | |
|  | "Werneria group" (Misbrookea - Werneria) |
|  | |
|  | Charadranaetes - Dorobaea - Garcibarrigoa - Jessea - Pseudogynoxys - Talamancalia                                                                              |
|  | |

|  | "Werneria group" (Misbrookea - Werneria)                                          |
|  |                                                                                   |
|  | Charadranaetes - Dorobaea - Garcibarrigoa - Jessea - Pseudogynoxys - Talamancalia |
|  |                                                                                   |

|  | Senecio otites                |
|  |                               |
|  | Dendrophorbium - Graphistylis |
|  |                               |

|  | "Indie occidentali" (Herodotia - Mattfeldia - Zemisia - Ekmaniopappus - Nesampelos - Elekmania - Ignurbia - Jacmaia - Odontocline) |
|  | |
|  | Antillanthus - Leonis - Lundinia - Oldfeltia - Herreranthus - Shafera                                                              |
|  | |
|  | Senecio stigophlebius |
|  | |

|  | Senecio otites                |
|  |                               |
|  | Dendrophorbium - Graphistylis |
|  |                               |

|  | "Indie occidentali" (Herodotia - Mattfeldia - Zemisia - Ekmaniopappus - Nesampelos - Elekmania - Ignurbia - Jacmaia - Odontocline) |
|  | |
|  | Antillanthus - Leonis - Lundinia - Oldfeltia - Herreranthus - Shafera                                                              |
|  | |
|  | Senecio stigophlebius |
|  | |

|  | Senecio arnaldii |
|  | |
|  | \| \| "Werneria group" (Misbrookea - Werneria) \| \| \| \| \| \| Charadranaetes - Dorobaea - Garcibarrigoa - Jessea - Pseudogynoxys - Talamancalia \| \| \| \| |
|  | |
|  | "Werneria group" (Misbrookea - Werneria) |
|  | |
|  | Charadranaetes - Dorobaea - Garcibarrigoa - Jessea - Pseudogynoxys - Talamancalia                                                                              |
|  | |

|  | "Werneria group" (Misbrookea - Werneria)                                          |
|  |                                                                                   |
|  | Charadranaetes - Dorobaea - Garcibarrigoa - Jessea - Pseudogynoxys - Talamancalia |
|  |                                                                                   |

|  | Senecio otites                |
|  |                               |
|  | Dendrophorbium - Graphistylis |
|  |                               |

|  | "Indie occidentali" (Herodotia - Mattfeldia - Zemisia - Ekmaniopappus - Nesampelos - Elekmania - Ignurbia - Jacmaia - Odontocline) |
|  | |
|  | Antillanthus - Leonis - Lundinia - Oldfeltia - Herreranthus - Shafera                                                              |
|  | |
|  | Senecio stigophlebius |
|  | |

|  | Senecio otites                |
|  |                               |
|  | Dendrophorbium - Graphistylis |
|  |                               |

|  | "Indie occidentali" (Herodotia - Mattfeldia - Zemisia - Ekmaniopappus - Nesampelos - Elekmania - Ignurbia - Jacmaia - Odontocline) |
|  | |
|  | Antillanthus - Leonis - Lundinia - Oldfeltia - Herreranthus - Shafera                                                              |
|  | |
|  | Senecio stigophlebius |
|  | |

|  | Senecio pinifolius group                                   |
|  |                                                            |
|  | \| \| Bethencourtia \| \| \| \| \| \| Jacobaea \| \| \| \| |
|  |                                                            |
|  | Bethencourtia                                              |
|  |                                                            |
|  | Jacobaea                                                   |
|  |                                                            |

|  | Bethencourtia |
|  |               |
|  | Jacobaea      |
|  |               |

|  | Senecio pinifolius group                                   |
|  |                                                            |
|  | \| \| Bethencourtia \| \| \| \| \| \| Jacobaea \| \| \| \| |
|  |                                                            |
|  | Bethencourtia                                              |
|  |                                                            |
|  | Jacobaea                                                   |
|  |                                                            |

|  | Bethencourtia |
|  |               |
|  | Jacobaea      |
|  |               |

|  | Senecio arnaldii |
|  | |
|  | \| \| "Werneria group" (Misbrookea - Werneria) \| \| \| \| \| \| Charadranaetes - Dorobaea - Garcibarrigoa - Jessea - Pseudogynoxys - Talamancalia \| \| \| \| |
|  | |
|  | "Werneria group" (Misbrookea - Werneria) |
|  | |
|  | Charadranaetes - Dorobaea - Garcibarrigoa - Jessea - Pseudogynoxys - Talamancalia                                                                              |
|  | |

|  | "Werneria group" (Misbrookea - Werneria)                                          |
|  |                                                                                   |
|  | Charadranaetes - Dorobaea - Garcibarrigoa - Jessea - Pseudogynoxys - Talamancalia |
|  |                                                                                   |

|  | Senecio otites                |
|  |                               |
|  | Dendrophorbium - Graphistylis |
|  |                               |

|  | "Indie occidentali" (Herodotia - Mattfeldia - Zemisia - Ekmaniopappus - Nesampelos - Elekmania - Ignurbia - Jacmaia - Odontocline) |
|  | |
|  | Antillanthus - Leonis - Lundinia - Oldfeltia - Herreranthus - Shafera                                                              |
|  | |
|  | Senecio stigophlebius |
|  | |

|  | Senecio otites                |
|  |                               |
|  | Dendrophorbium - Graphistylis |
|  |                               |

|  | "Indie occidentali" (Herodotia - Mattfeldia - Zemisia - Ekmaniopappus - Nesampelos - Elekmania - Ignurbia - Jacmaia - Odontocline) |
|  | |
|  | Antillanthus - Leonis - Lundinia - Oldfeltia - Herreranthus - Shafera                                                              |
|  | |
|  | Senecio stigophlebius |
|  | |

|  | Senecio arnaldii |
|  | |
|  | \| \| "Werneria group" (Misbrookea - Werneria) \| \| \| \| \| \| Charadranaetes - Dorobaea - Garcibarrigoa - Jessea - Pseudogynoxys - Talamancalia \| \| \| \| |
|  | |
|  | "Werneria group" (Misbrookea - Werneria) |
|  | |
|  | Charadranaetes - Dorobaea - Garcibarrigoa - Jessea - Pseudogynoxys - Talamancalia                                                                              |
|  | |

|  | "Werneria group" (Misbrookea - Werneria)                                          |
|  |                                                                                   |
|  | Charadranaetes - Dorobaea - Garcibarrigoa - Jessea - Pseudogynoxys - Talamancalia |
|  |                                                                                   |

|  | Senecio otites                |
|  |                               |
|  | Dendrophorbium - Graphistylis |
|  |                               |

|  | "Indie occidentali" (Herodotia - Mattfeldia - Zemisia - Ekmaniopappus - Nesampelos - Elekmania - Ignurbia - Jacmaia - Odontocline) |
|  | |
|  | Antillanthus - Leonis - Lundinia - Oldfeltia - Herreranthus - Shafera                                                              |
|  | |
|  | Senecio stigophlebius |
|  | |

|  | Senecio otites                |
|  |                               |
|  | Dendrophorbium - Graphistylis |
|  |                               |

|  | "Indie occidentali" (Herodotia - Mattfeldia - Zemisia - Ekmaniopappus - Nesampelos - Elekmania - Ignurbia - Jacmaia - Odontocline) |
|  | |
|  | Antillanthus - Leonis - Lundinia - Oldfeltia - Herreranthus - Shafera                                                              |
|  | |
|  | Senecio stigophlebius |
|  | |

|  | \| \| Cineraria \| \| \| \| \| \| Bertilia - Bolandia - Stilpnogyne - Mesogramma \| \| \| \| |
|  |                                                                                              |
|  | Emilia - Pericallis - Packera                                                                |
|  |                                                                                              |
|  | Cineraria                                                                                    |
|  |                                                                                              |
|  | Bertilia - Bolandia - Stilpnogyne - Mesogramma                                               |
|  |                                                                                              |

|  | Cineraria                                      |
|  |                                                |
|  | Bertilia - Bolandia - Stilpnogyne - Mesogramma |
|  |                                                |

|  | Senecio pinifolius group                                   |
|  |                                                            |
|  | \| \| Bethencourtia \| \| \| \| \| \| Jacobaea \| \| \| \| |
|  |                                                            |
|  | Bethencourtia                                              |
|  |                                                            |
|  | Jacobaea                                                   |
|  |                                                            |

|  | Bethencourtia |
|  |               |
|  | Jacobaea      |
|  |               |

|  | Senecio pinifolius group                                   |
|  |                                                            |
|  | \| \| Bethencourtia \| \| \| \| \| \| Jacobaea \| \| \| \| |
|  |                                                            |
|  | Bethencourtia                                              |
|  |                                                            |
|  | Jacobaea                                                   |
|  |                                                            |

|  | Bethencourtia |
|  |               |
|  | Jacobaea      |
|  |               |

|  | Senecio arnaldii |
|  | |
|  | \| \| "Werneria group" (Misbrookea - Werneria) \| \| \| \| \| \| Charadranaetes - Dorobaea - Garcibarrigoa - Jessea - Pseudogynoxys - Talamancalia \| \| \| \| |
|  | |
|  | "Werneria group" (Misbrookea - Werneria) |
|  | |
|  | Charadranaetes - Dorobaea - Garcibarrigoa - Jessea - Pseudogynoxys - Talamancalia                                                                              |
|  | |

|  | "Werneria group" (Misbrookea - Werneria)                                          |
|  |                                                                                   |
|  | Charadranaetes - Dorobaea - Garcibarrigoa - Jessea - Pseudogynoxys - Talamancalia |
|  |                                                                                   |

|  | Senecio otites                |
|  |                               |
|  | Dendrophorbium - Graphistylis |
|  |                               |

|  | "Indie occidentali" (Herodotia - Mattfeldia - Zemisia - Ekmaniopappus - Nesampelos - Elekmania - Ignurbia - Jacmaia - Odontocline) |
|  | |
|  | Antillanthus - Leonis - Lundinia - Oldfeltia - Herreranthus - Shafera                                                              |
|  | |
|  | Senecio stigophlebius |
|  | |

|  | Senecio otites                |
|  |                               |
|  | Dendrophorbium - Graphistylis |
|  |                               |

|  | "Indie occidentali" (Herodotia - Mattfeldia - Zemisia - Ekmaniopappus - Nesampelos - Elekmania - Ignurbia - Jacmaia - Odontocline) |
|  | |
|  | Antillanthus - Leonis - Lundinia - Oldfeltia - Herreranthus - Shafera                                                              |
|  | |
|  | Senecio stigophlebius |
|  | |

|  | Senecio arnaldii |
|  | |
|  | \| \| "Werneria group" (Misbrookea - Werneria) \| \| \| \| \| \| Charadranaetes - Dorobaea - Garcibarrigoa - Jessea - Pseudogynoxys - Talamancalia \| \| \| \| |
|  | |
|  | "Werneria group" (Misbrookea - Werneria) |
|  | |
|  | Charadranaetes - Dorobaea - Garcibarrigoa - Jessea - Pseudogynoxys - Talamancalia                                                                              |
|  | |

|  | "Werneria group" (Misbrookea - Werneria)                                          |
|  |                                                                                   |
|  | Charadranaetes - Dorobaea - Garcibarrigoa - Jessea - Pseudogynoxys - Talamancalia |
|  |                                                                                   |

|  | Senecio otites                |
|  |                               |
|  | Dendrophorbium - Graphistylis |
|  |                               |

|  | "Indie occidentali" (Herodotia - Mattfeldia - Zemisia - Ekmaniopappus - Nesampelos - Elekmania - Ignurbia - Jacmaia - Odontocline) |
|  | |
|  | Antillanthus - Leonis - Lundinia - Oldfeltia - Herreranthus - Shafera                                                              |
|  | |
|  | Senecio stigophlebius |
|  | |

|  | Senecio otites                |
|  |                               |
|  | Dendrophorbium - Graphistylis |
|  |                               |

|  | "Indie occidentali" (Herodotia - Mattfeldia - Zemisia - Ekmaniopappus - Nesampelos - Elekmania - Ignurbia - Jacmaia - Odontocline) |
|  | |
|  | Antillanthus - Leonis - Lundinia - Oldfeltia - Herreranthus - Shafera                                                              |
|  | |
|  | Senecio stigophlebius |
|  | |

|  | Senecio pinifolius group                                   |
|  |                                                            |
|  | \| \| Bethencourtia \| \| \| \| \| \| Jacobaea \| \| \| \| |
|  |                                                            |
|  | Bethencourtia                                              |
|  |                                                            |
|  | Jacobaea                                                   |
|  |                                                            |

|  | Bethencourtia |
|  |               |
|  | Jacobaea      |
|  |               |

|  | Senecio pinifolius group                                   |
|  |                                                            |
|  | \| \| Bethencourtia \| \| \| \| \| \| Jacobaea \| \| \| \| |
|  |                                                            |
|  | Bethencourtia                                              |
|  |                                                            |
|  | Jacobaea                                                   |
|  |                                                            |

|  | Bethencourtia |
|  |               |
|  | Jacobaea      |
|  |               |

|  | Senecio arnaldii |
|  | |
|  | \| \| "Werneria group" (Misbrookea - Werneria) \| \| \| \| \| \| Charadranaetes - Dorobaea - Garcibarrigoa - Jessea - Pseudogynoxys - Talamancalia \| \| \| \| |
|  | |
|  | "Werneria group" (Misbrookea - Werneria) |
|  | |
|  | Charadranaetes - Dorobaea - Garcibarrigoa - Jessea - Pseudogynoxys - Talamancalia                                                                              |
|  | |

|  | "Werneria group" (Misbrookea - Werneria)                                          |
|  |                                                                                   |
|  | Charadranaetes - Dorobaea - Garcibarrigoa - Jessea - Pseudogynoxys - Talamancalia |
|  |                                                                                   |

|  | Senecio otites                |
|  |                               |
|  | Dendrophorbium - Graphistylis |
|  |                               |

|  | "Indie occidentali" (Herodotia - Mattfeldia - Zemisia - Ekmaniopappus - Nesampelos - Elekmania - Ignurbia - Jacmaia - Odontocline) |
|  | |
|  | Antillanthus - Leonis - Lundinia - Oldfeltia - Herreranthus - Shafera                                                              |
|  | |
|  | Senecio stigophlebius |
|  | |

|  | Senecio otites                |
|  |                               |
|  | Dendrophorbium - Graphistylis |
|  |                               |

|  | "Indie occidentali" (Herodotia - Mattfeldia - Zemisia - Ekmaniopappus - Nesampelos - Elekmania - Ignurbia - Jacmaia - Odontocline) |
|  | |
|  | Antillanthus - Leonis - Lundinia - Oldfeltia - Herreranthus - Shafera                                                              |
|  | |
|  | Senecio stigophlebius |
|  | |

|  | Senecio arnaldii |
|  | |
|  | \| \| "Werneria group" (Misbrookea - Werneria) \| \| \| \| \| \| Charadranaetes - Dorobaea - Garcibarrigoa - Jessea - Pseudogynoxys - Talamancalia \| \| \| \| |
|  | |
|  | "Werneria group" (Misbrookea - Werneria) |
|  | |
|  | Charadranaetes - Dorobaea - Garcibarrigoa - Jessea - Pseudogynoxys - Talamancalia                                                                              |
|  | |

|  | "Werneria group" (Misbrookea - Werneria)                                          |
|  |                                                                                   |
|  | Charadranaetes - Dorobaea - Garcibarrigoa - Jessea - Pseudogynoxys - Talamancalia |
|  |                                                                                   |

|  | Senecio otites                |
|  |                               |
|  | Dendrophorbium - Graphistylis |
|  |                               |

|  | "Indie occidentali" (Herodotia - Mattfeldia - Zemisia - Ekmaniopappus - Nesampelos - Elekmania - Ignurbia - Jacmaia - Odontocline) |
|  | |
|  | Antillanthus - Leonis - Lundinia - Oldfeltia - Herreranthus - Shafera                                                              |
|  | |
|  | Senecio stigophlebius |
|  | |

|  | Senecio otites                |
|  |                               |
|  | Dendrophorbium - Graphistylis |
|  |                               |

|  | "Indie occidentali" (Herodotia - Mattfeldia - Zemisia - Ekmaniopappus - Nesampelos - Elekmania - Ignurbia - Jacmaia - Odontocline) |
|  | |
|  | Antillanthus - Leonis - Lundinia - Oldfeltia - Herreranthus - Shafera                                                              |
|  | |
|  | Senecio stigophlebius |
|  | |

Il numero cromosomico delle specie di questo gruppo varia da 2n = 10 a 2n = 222.

### Composizione della sottotribù
La sottotribù comprende 91 generi e 2692 specie.

| Genere                                          | N. specie | Distribuzione                                                                                           | Numeri cromosomici                          | Fiori |
| ----------------------------------------------- | --------- | --- | ------------------------------------------- | ----- |
| Adenostyles Cassini, 1816                       | 6         | Mediterraneo settentrionale (dalla Spagna all'Anatolia). Al nord arrivano fino alla Germania e Polonia. | 2n = 38                                     |       |
| Aetheolaena Cass., 1827                         | 22        | Bolivia e Venezuela                                                                                     | 2n = 40                                     |       |
| Antillanthus B.Nord., 2006                      | 17        | Isola di Cuba                                                                                           |                                             |       |
| Arbelaezaster Cuatrec., 1986                    | 1         | Colombia e Venezuela                                                                                    |                                             |       |
| Arrhenechthites Mattf., 1938                    | 8         | Indonesia, Nuova Guinea e Australia                                                                     | 2n = 100                                    |       |
| Austrosynotis C.Jeffrey, 1986                   | 1         | Africa (centro-orientale)                                                                               |                                             |       |
| Baculellum L.V.Ozerova & A.C.Timonin, 2017      | 1         | Africa meridionale                                                                                      |                                             |       |
| Bertilia Cron, 2013                             | 1         | Sudafrica                                                                                               |                                             |       |
| Bethencourtia Choisy, 1825                      | 3         | Isole Canarie                                                                                           | 2n = 20                                     |       |
| Bolandia Cron, 2006                             | 5         | Sudafrica                                                                                               |                                             |       |
| Brachionostylum Mattf., 1932                    | 1         | Nuova Guinea                                                                                            |                                             |       |
| Cabreriella Cuatrec., 1980                      | 2         | Colombia e Venezuela                                                                                    |                                             |       |
| Cadiscus E.Mey. ex DC., 1838                    | 1         | Sudafrica                                                                                               | 2n = 20                                     |       |
| Caucasalia B.Nord., 1997                        | 4         | Anatolia e Transcaucasia                                                                                | 2n = 38 e 76                                |       |
| Caxamarca M.O.Dillon & Sagast., 1999            | 2         | Perù |                                             |       |
| Charadranaetes Janovec & H.Rob., 1997           | 1         | Costa Rica                                                                                              |                                             |       |
| Cineraria L., 1763                              | 48        | Dal Sudafrica alla Penisola Arabica                                                                     | 2n = 20 e 40                                |       |
| Cissampelopsis Miq., 1856                       | 12        | Asia (aree tropicali del sud-est asiatico)                                                              |                                             |       |
| Crassocephalum Moench, 1794                     | 26        | Africa (tropicale e meridionale)                                                                        | 2n = 10, 20, 24, 32, 40, 48 e circa 90      |       |
| Culcitium Bonpl., 1808                          | 17        | Ande |                                             |       |
| Curio P.V.Heath, 1997                           | 17        | Africa meridionale                                                                                      |                                             |       |
| Dauresia (Cuatrec.) B. Nord. & Pelser, 2005     | 2         | Namibia                                                                                                 |                                             |       |
| Delairea Charles Lemaire, 1844                  | 2         | Brasile e Sudafrica                                                                                     | 2n = 20                                     |       |
| Dendrocacalia (Nakai) Nakai, 1928               | 1         | Isole Ogasawara                                                                                         | 2n = 60                                     |       |
| Dendrophorbium (Cuatrec.) C.Jeffrey, 1992       | 82        | America del Sud                                                                                         | 2n = circa 80, 98 -100, circa 100           |       |
| Dendrosenecio (Hauman ex Hedberg) B.Nord., 1978 | 12        | Africa centro-orientale                                                                                 | 2n = 20, circa 80 e 100                     |       |
| Dolichorrhiza (Pojark.) Galushko, 1970          | 4         | Iran, Transcaucasia e Pakistan                                                                          | 2n = 30-32, 40 e 44                         |       |
| Dorobaea Cass., 1827                            | 3         | Colombia, Ecuador e Perù                                                                                | circa 2n = 100                              |       |
| Dresslerothamnus H.Rob., 1978                   | 5         | Colombia, Costa Rica e Panama                                                                           |                                             |       |
| Ekmaniopappus Borhidi, 1992                     | 1         | Repubblica Dominicana e Haiti                                                                           |                                             |       |
| Emilia Cass., 1817                              | 126       | Zone tropicali (soprattutto africane)                                                                   | 2n = 10, 16, 20, 22, 30 e 40                |       |
| Erechtites Raf., 1817                           | 8         | Subcosmopolita                                                                                          | 2n = 40                                     |       |
| Faujasia Cass., 1819                            | 4         | La Riunione                                                                                             |                                             |       |
| Faujasiopsis C.Jeffrey, 1992                    | 3         | Mauritius e Réunion                                                                                     | 2n = 20                                     |       |
| Elekmania B.Nord., 2006                         | 9         | Repubblica Dominicana e Haiti                                                                           |                                             |       |
| Eriothrix Cass., 1817                           | 2         | La Riunione                                                                                             |                                             |       |
| Garcibarrigoa Cuatrec., 1986                    | 2         | Colombia e Ecuador                                                                                      |                                             |       |
| Graphistylis B.Nord., 1978                      | 9         | Brasile                                                                                                 | 2n = 100                                    |       |
| Gynura Cass., 1825                              | 54        | Africa (centrale), Asia (sud-orientale), Nuova Guinea e Australia (orientale)                           | 2n = 10, 20, 22, 34 e 40                    |       |
| Hainanecio Ying Liu & Q.E.Yang, 2011            | 1         | Isola di Hainan                                                                                         | 2n = 58                                     |       |
| Hasteola Raf., 1836                             | 3         | Nord America                                                                                            | 2n = 36 e 40                                |       |
| Herodotia Urb. & Ekman, 1926                    | 1         | Repubblica Dominicana e Haiti                                                                           |                                             |       |
| Herreranthus B.Nord., 2006                      | 1         | Cuba |                                             |       |
| Hoehnephytum Cabrera, 1950                      | 3         | Brasile                                                                                                 |                                             |       |
| Hubertia Bory., 1804                            | 24        | Madagascar e Réunion                                                                                    |                                             |       |
| Humbertacalia C.Jeffrey, 1992                   | 9         | Madagascar e Réunion                                                                                    |                                             |       |
| Ignurbia B.Nord., 2006                          | 1         | Repubblica Dominicana e Haiti                                                                           |                                             |       |
| Io B.Nord., 2003                                | 1         | Madagascar                                                                                              |                                             |       |
| Iranecio B.Nord., 1989                          | 4         | Iran, Iraq, Anatolia e Transcaucasia                                                                    | 2n = 24, 30-34 e 40                         |       |
| Jacmaia B.Nord., 1978                           | 1         | Giamaica                                                                                                |                                             |       |
| Jacobaea Mill., 1754                            | 65        | Eurasia e America del Nord                                                                              | 2n = da 18 a 182                            |       |
| Jessea H.Rob. & Cuatrec., 1994                  | 3         | Costa Rica e Panama                                                                                     | 2n = circa 100                              |       |
| Kleinia Mill., 1754                             | 55        | Dall'Africa all'India                                                                                   | 2n = 18, 20, 40 e circa 100                 |       |
| Lachanodes DC., 1833                            | 1         | Sant'Elena                                                                                              |                                             |       |
| Lamprocephalus B.Nord., 1976                    | 1         | Sudafrica                                                                                               |                                             |       |
| Lasiocephalus Willd. ex D.F.K.Schltdl., 1818    | 4         | Ande |                                             |       |
| Leonis B.Nord., 2006                            | 1         | Cuba, Repubblica Domenicana e Haiti                                                                     |                                             |       |
| Lomanthus B.Nord. & Pelser, 2009                | 20        | America meridionale                                                                                     |                                             |       |
| Lordhowea B.Nord., 1978                         | 4         | Australia orientale, Tasmania e isole limitrofe                                                         | 2n = 38                                     |       |
| Lundinia B.Nord., 2006                          | 1         | Cuba e Repubblica Domenicana                                                                            |                                             |       |
| Mattfeldia Urb., 1931                           | 1         | Haiti                                                                                                   |                                             |       |
| Mesogramma DC., 1838                            | 1         | Sudafrica                                                                                               |                                             |       |
| Mikaniopsis Milne-Redh., 1956                   | 15        | Africa equatoriale e Sudafrica                                                                          |                                             |       |
| Misbrookea V.A.Funk, 1997                       | 1         | Bolivia e Perù                                                                                          | 2n = circa 116                              |       |
| Monticalia C.Jeffrey, 1992                      | 81        | America centrale e meridionale                                                                          | 2n = 20, 40 e 80                            |       |
| Nesampelos B.Nord., 2006                        | 3         | Hispaniola                                                                                              |                                             |       |
| Odontocline B.Nord., 1978                       | 6         | Giamaica                                                                                                | 2n = 60                                     |       |
| Oldfeltia B.Nord. & Lundin, 2002                | 1         | Cuba |                                             |       |
| Oresbia Cron & B.Nord., 2006                    | 1         | Sudafrica                                                                                               |                                             |       |
| Ortizacalia Pruski, 2012                        | 1         | Costa Rica                                                                                              |                                             |       |
| Packera A.Löve & D.Löve, 1976                   | 75        | Nord America e Siberia                                                                                  | 2n = da 44 a 138                            |       |
| Parafaujasia C.Jeffrey, 1992                    | 2         | Mauritius e Réunion                                                                                     |                                             |       |
| Pentacalia Cass., 1827                          | 151       | Colombia, Ecuador e Perù                                                                                | 2n = 40, circa 80, 90 - 100, circa 102      |       |
| Pericallis D.Don, 1834                          | 16        | Azzorre, isole Canarie e Madeira                                                                        | 2n = 60                                     |       |
| Phaneroglossa B.Nord., 1978                     | 1         | Sudafrica                                                                                               |                                             |       |
| Pladaroxylon Hook.f., 1870                      | 1         | Sant'Elena                                                                                              |                                             |       |
| Pojarkovia Askerova, 1984                       | 1         | Transcaucasia                                                                                           | 2n = 40                                     |       |
| Psednotrichia Hiern., 1898                      | 3         | Angola                                                                                                  |                                             |       |
| Pseudogynoxys (Greenm.) Cabrera, 1950           | 16        | Nuovo Mondo                                                                                             | 2n = da 90 a 96                             |       |
| Robinsonia DC., 1833                            | 8         | Isole di Juan Fernández (Cile)                                                                          | 2n = 40                                     |       |
| Scrobicaria Cass., 1827                         | 3         | Colombia e Venezuela                                                                                    |                                             |       |
| Senecio L., 1753                                | 1467      | Cosmopolita                                                                                             | 2n = da 20 a 40 fino a 182                  |       |
| Shafera Greenm., 1912                           | 1         | Cuba |                                             |       |
| Solanecio (Sch.Bip.) Walp., 1846                | 17        | Africa tropicale e Penisola Arabica                                                                     | 2n = 20 e circa 180                         |       |
| Steirodiscus Less., 1832                        | 6         | Sudafrica                                                                                               | 2n = 16 e 20                                |       |
| Stilpnogyne DC., 1838                           | 1         | Sudafrica                                                                                               |                                             |       |
| Synotis (C.B.Clarke) C.Jeffrey & Y.L.Chen, 1984 | 60        | Asia orientale                                                                                          | 2n = 20, 36 e 40                            |       |
| Talamancalia H.Rob. & Cuatrec., 1994            | 2         | Costa Rica e Panama                                                                                     |                                             |       |
| Turanecio Hamzaoğlu, 2011                       | 12        | Iran, Iraq, Anatolia e Transcaucasia                                                                    |                                             |       |
| Werneria Kunth, 1818                            | 47        | Perù | 2n = circa 42, 96, 100, 116, 150, 206 e 222 |       |
| Zemisia B.Nord., 2006                           | 2         | America centrale                                                                                        |                                             |       |

Note alle tabella precedente:
- (1) Entità sinonime in precedenza inserite nella sottotribù:
  - Brachyrhynchos Less.: sinonimo di Senecio.[27]
  - Canariothamnus B.Nord.: sinonimo di Bethencourtia.[28]
  - Emiliella S.Moore: sinonimo di Emilia.[29]
  - Iocenes B. Nord., 1978: sinonimo di Senecio.[30]
  - Xenophyllum V.A. Funk, 1997: sinonimo di Werneria.[31]
- (2) Generi recentemente assegnati alla sottotribù:
  - Scapisenecio Schmidt-Leb., 2020.[32][33]
  - Rockhausenia D. J. Nicholas Hind, 2022.[34]

### Generi della flora spontanea italiana
Nella flora spontanea italiana sono presenti i seguenti generi di questa sottotribù:
- Adenostyles: 4 specie.
- Curio: 2 specie.
- Delairea: una specie.
- Jacobaea: 21 specie.
- Senecio: 24 specie.